# Stiftskirche (Bad Gandersheim)

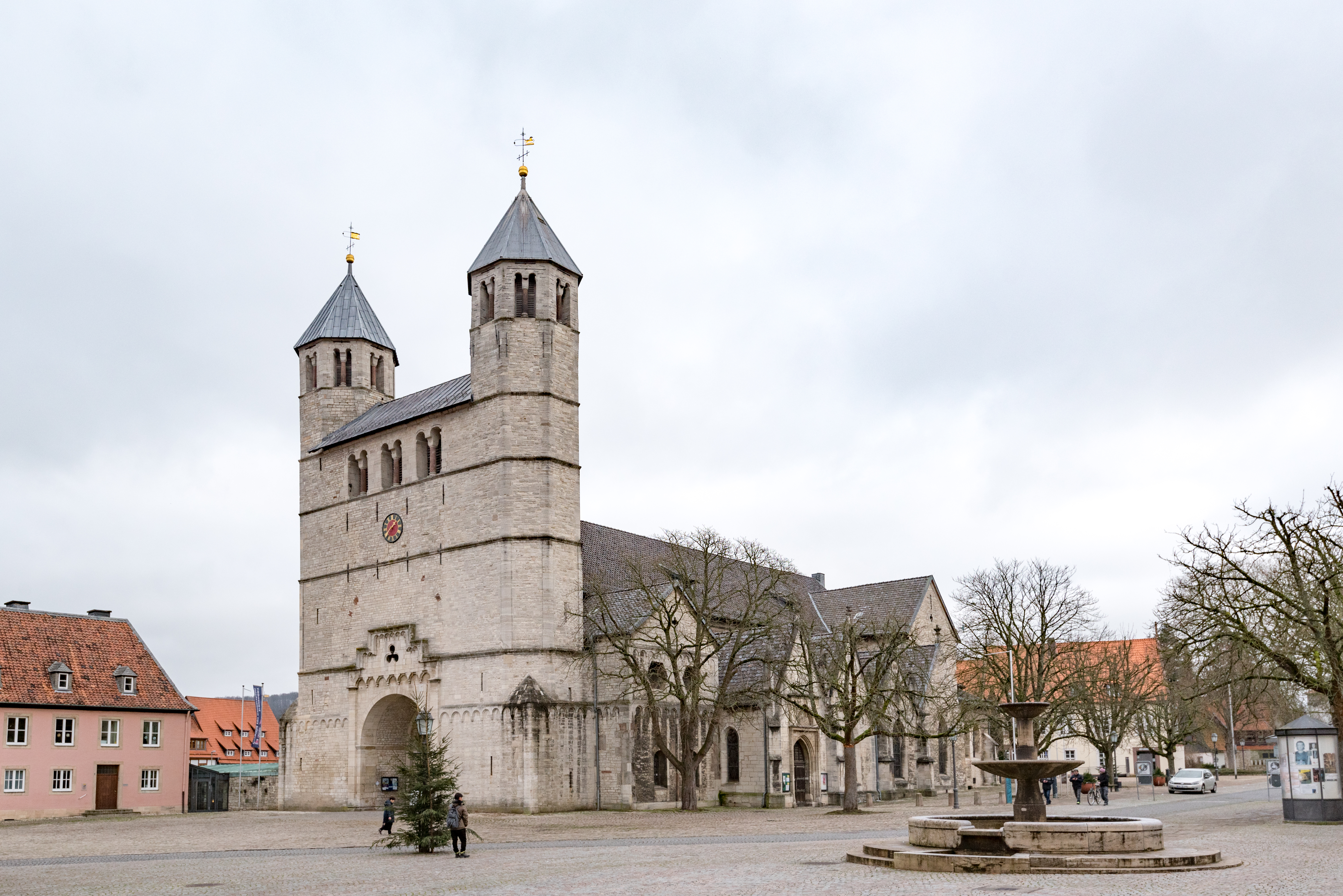
Die Stiftskirche Bad Gandersheim

Die evangelisch-lutherische Stiftskirche St. Anastasius und St. Innocentius (im Volksmund auch Gandersheimer Dom genannt) in Bad Gandersheim ist ein denkmalgeschütztes Kirchengebäude in Bad Gandersheim im Landkreis Northeim (Niedersachsen). Das Münster war die Stiftskirche des ehemaligen Kanonissenstiftes, das 1802 aufgehoben wurde, um der drohenden Säkularisation zu entgehen. Sie war seit 881 der Lebensmittelpunkt der Kanonissen. Die Kirche wird heute von der evangelisch-lutherischen Stiftskirchengemeinde St. Anastasius und St. Innocentius genutzt, sie gehört zur Propstei Gandersheim-Seesen in der Landeskirche Braunschweig.

## Geschichte und Architektur

### Baugeschichte

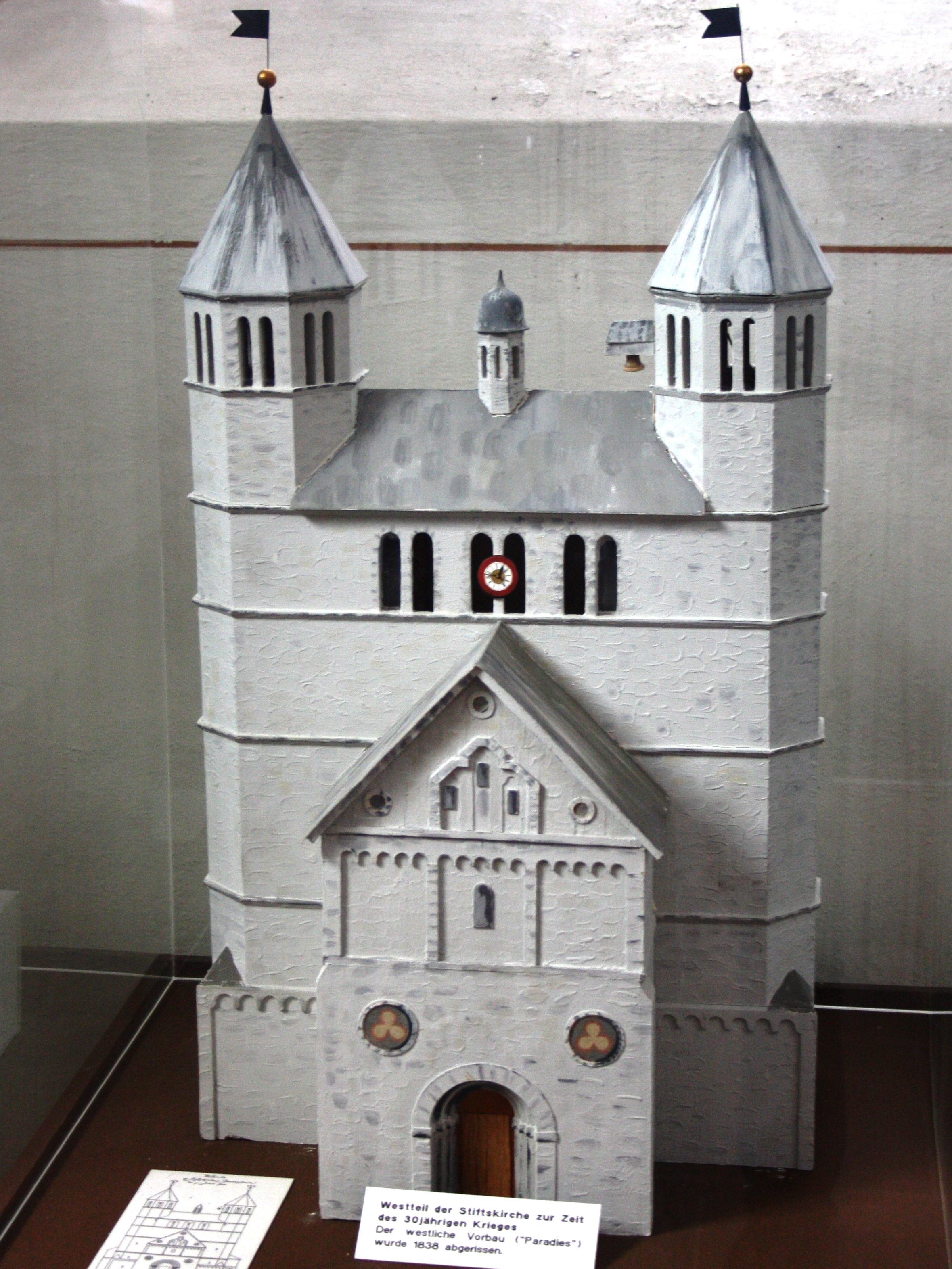
Modell des Westriegels noch mit der 1838 abgerissenen Paradies-Vorhalle

Das Stift wurde 852 von Liudolf gegründet. Mit dem Bau des 881 durch Wigbert von Hildesheim geweihten Gebäudes aus Stein wurde 856 begonnen. Das einstige Westwerk wurde 927 geweiht. Der Westturm und der Westquerbau fluchteten mit den Seitenschiffen. Teile des karolingischen Mauerwerkes sind möglicherweise noch im Ost- und Westteil erhalten. Die Kirche sollte im Jahr 1000 geweiht werden, wegen eines Brandes, nach dem das Gebäude weitgehend benutzbar blieb, wurde sie erst 1007 geweiht. Dies ist durch etliche Besuche des Kaisers und durch Synoden belegt, die in dieser Zeit in Gandersheim stattfanden. Es wird vermutet, dass in dieser Zeit auch die vortretenden Arme des Westwerks gebaut wurden. Der übliche Aufenthaltsort der Geistlichkeit war der Chor, die Mitglieder der weltlichen Macht, insbesondere der Kaiser, hielten sich im Westwerk auf. Nach Schädigungen durch einen zweiten Brand wurde der Umbau des westlichen Querhauses erforderlich; gleichzeitig wurde der sogenannte Fräuleinchor eingerichtet. Die Äbtissin Adelheid II. (1063–1094) war eine Schwester von Kaiser Heinrich IV., in ihrer Amtszeit wurde das Mittelschiff neu errichtet und eine Krypta angelegt. Nach einem dritten Brand erfolgte in der Zeit von 1162 bis 1168 eine Weihe. In dieser Zeit wurden die östlichen Gebäudeteile und die Seitenschiffe eingewölbt, das Mittelschiff wurde erhöht. Im 14. und 15. Jahrhundert wurden Kapellen an die südliche und nördliche Wand angebaut. Die Ostapsis wurde 1703 erneuert. Die Renovierungen seit 1838 führten zum Abbruch des Paradieses an der Westseite, die Kapitelle wurden verfälscht und am westlichen Querhaus Giebel dazu erfunden. Die letzte umfangreiche Renovierung fand von 1992 bis 1997 statt. Unter anderem wurde dabei der Lettner entfernt. Außerdem hat man den Bartholomäusaltar ausgelagert und im benachbarten Museum Brunshausen aufgestellt.

### Baubeschreibung
Das Frontgebäude mit zwei achteckigen Westtürmen wirkt schildmauerähnlich. Daran schließt sich die Basilika zu drei Schiffen mit einem westlichen und östlichen Querhaus an. Die Apsis an der Ostseite wurde laut einer Bezeichnung im Jahr 1703 neu angelegt. Die ursprünglich elliptischen Fenster wurden im 19. Jahrhundert durch solche im Stil der Romanik ersetzt. Das Mauerwerk der Stephanskapelle und das der südlichen Chorkapelle bilden mit der südlichen Wand des östlichen Querhauses eine Einheit, die wohl noch aus dem ursprünglichen vorottonischen Mauerwerk des Münsters besteht. Die Johannes der Täuferkapelle und die Bartholomäuskapelle wurden um 1350 vor dem südlichen Seitenschiff angefügt. Über dem spätgotischen Portal der Peter- und Paul-Kapelle von 1439 wurde ein Tympanon mit der Darstellung von Jesus zwischen den Aposteln Petrus und Paulus eingemauert. Es stammt von dem ehemaligen romanischen Portal des Seitenschiffes. Das Quadermauerwerk wurde in den Jahren nach 1100 den Mauern des westlichen Querhauses aus vermutlich ottonischer Zeit vorgeblendet. Es hat keinen Bezug zur inneren Geschosshöhe, aber zu den Mauern des Seitenschiffes und dem Turmunterbau. Die nördliche Seitenschiffwand wurde ebenso verblendet; davor stehen die Antoniuskapelle von 1462 und die Andreaskapelle von 1432. Der Westbau mit den beiden achteckigen Türmen ist vermutlich bei der Verblendung anstelle des Westwerkes mit drei Türmen entstanden.

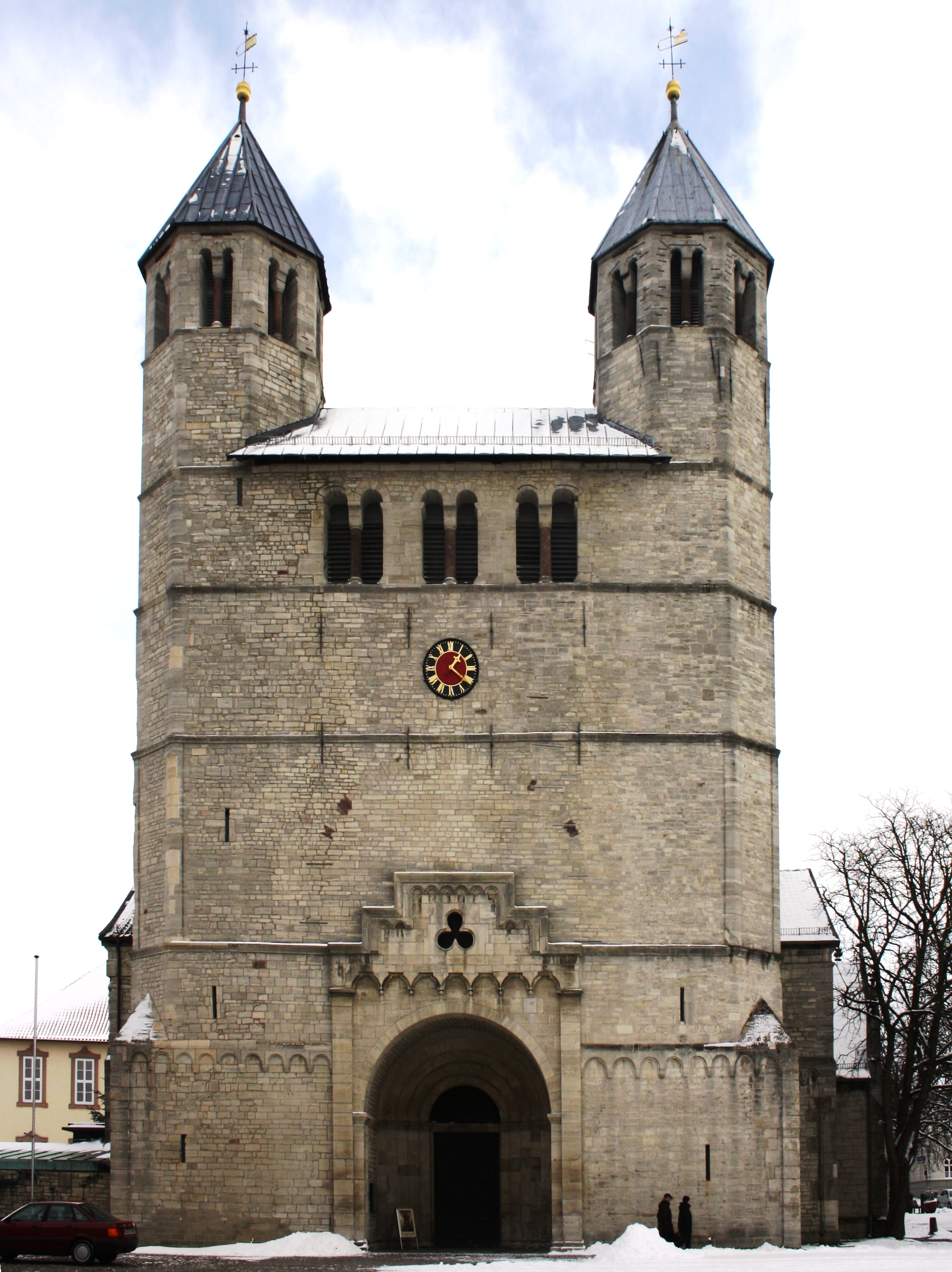
Staufischer Westriegel (12. Jahrhundert)
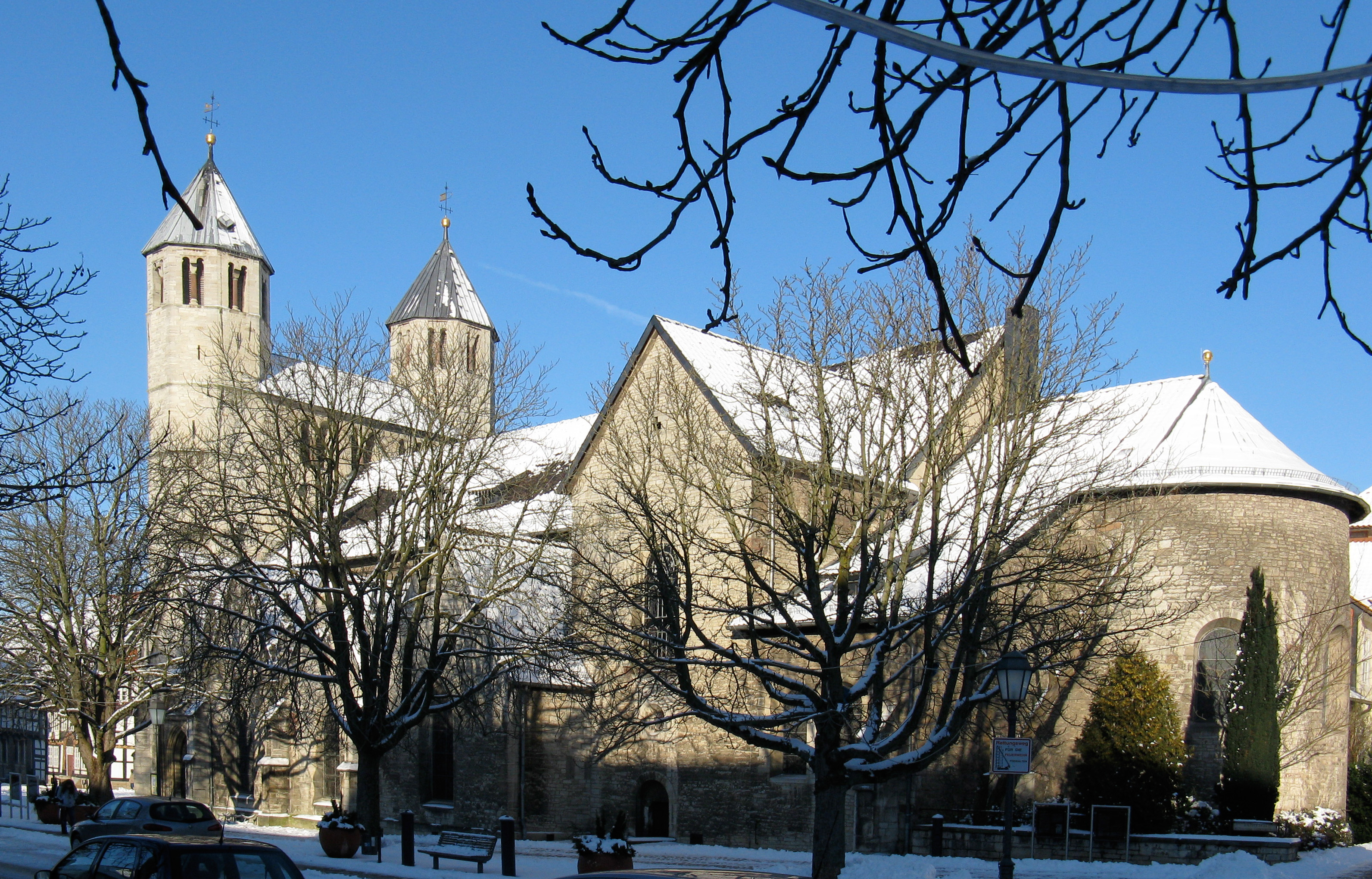
Seitenansicht von der Rückseite
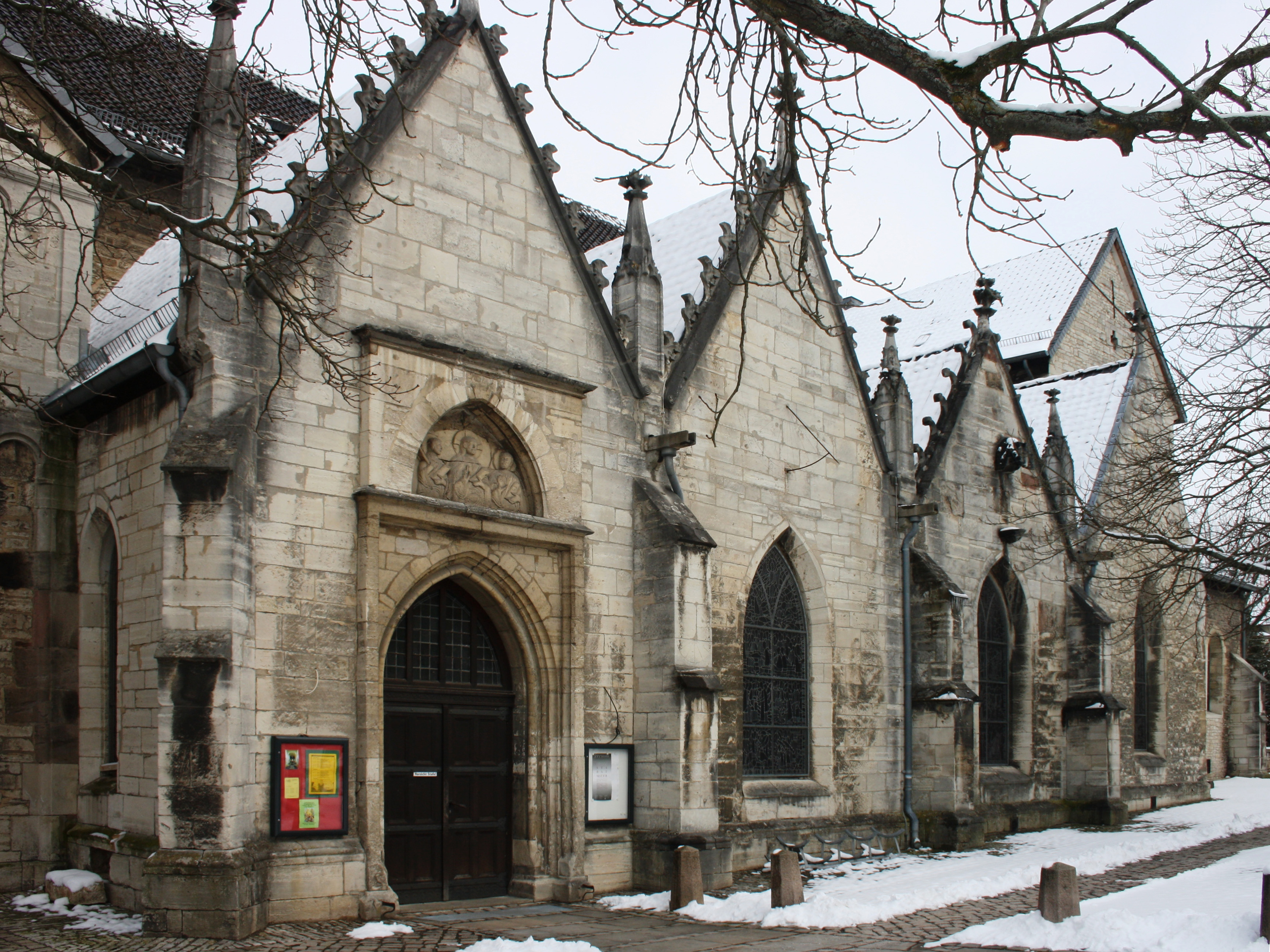
Südliche Seitenkapellen aus dem 14. Jahrhundert
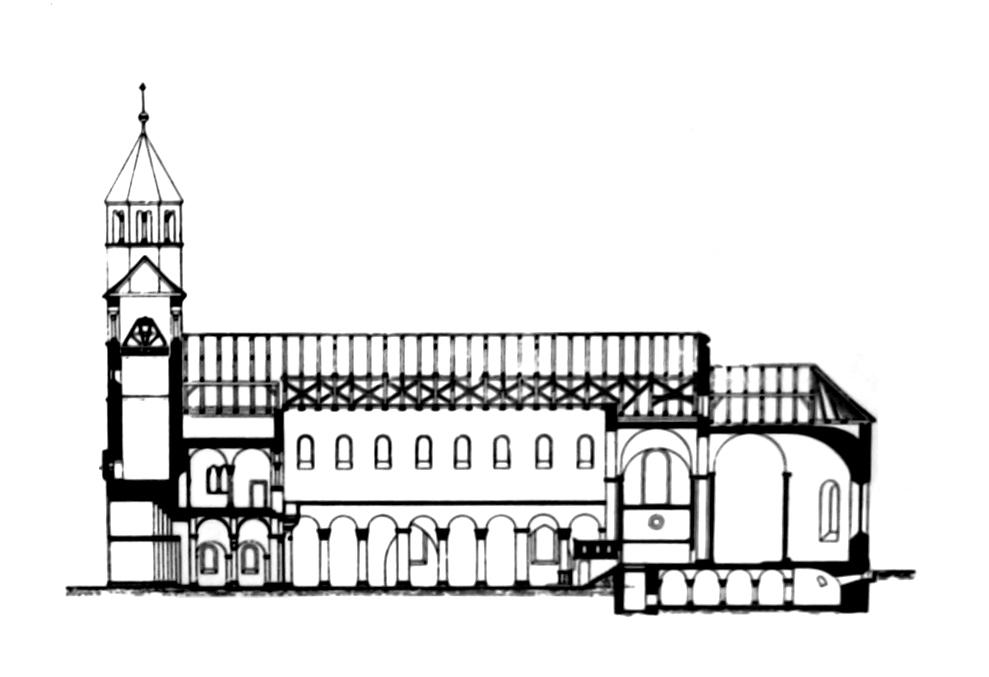
Längsschnitt

Arkaden mit zwei sächsischen und einem rheinischen Stützenwechsel trennen die Seitenschiffe vom Mittelschiff ab. Die Kapitelle sind mit verschiedenartigen Blattornamenten geschmückt. Die das Mittelschiff abschließende Wand wird von drei Pfeilerarkaden unterstützt. Die Wand ist in der oberen Etage durch drei Rundbogenfenster gegliedert, deren beide äußere als Biforienfenster angelegt sind. Die Kuppel der Apsis ist mit einem gemalten Sternenhimmel geschmückt. Der Kanonissenchor befindet sich an der Nordseite; im Süden ist die Grablege von Herzog Liudolf zu finden. Das gewölbte Untergeschoss des Westwerks ist durch eine schwere Bronzetür erschlossen. Die Tür mit Engelsmotiven wurde 1969 von Ursula Wallner-Querner gefertigt. Der hochgezogene Mittelteil des Westwerks ist so breit wie das Mittelschiff, das an der Nord- und Südseite von je einer fast quadratischen Halle begleitet wird. In jeder der beiden Hallen steht eine Vierpass-Mittelsäule. Dieser breiteste Teil des Kirchengebäudes war ursprünglich auch der höchste, unter einem mächtigen Turm im Obergeschoss war eine Kapelle mit einem Thron untergebracht. Der Turm mit der Thronkapelle verlor nach dem Investiturstreit seine Bedeutung und wurde im 12. Jahrhundert abgetragen. In der Antoniuskapelle ist das bekannte Roswitha-Fenster zu sehen, in der Andreaskapelle steht der Sarkophag der Äbtissin Elisabeth Ernestine Antonie. Beide Kapellen wurde im 14. und 15. Jahrhundert im Stil der Gotik erbaut.

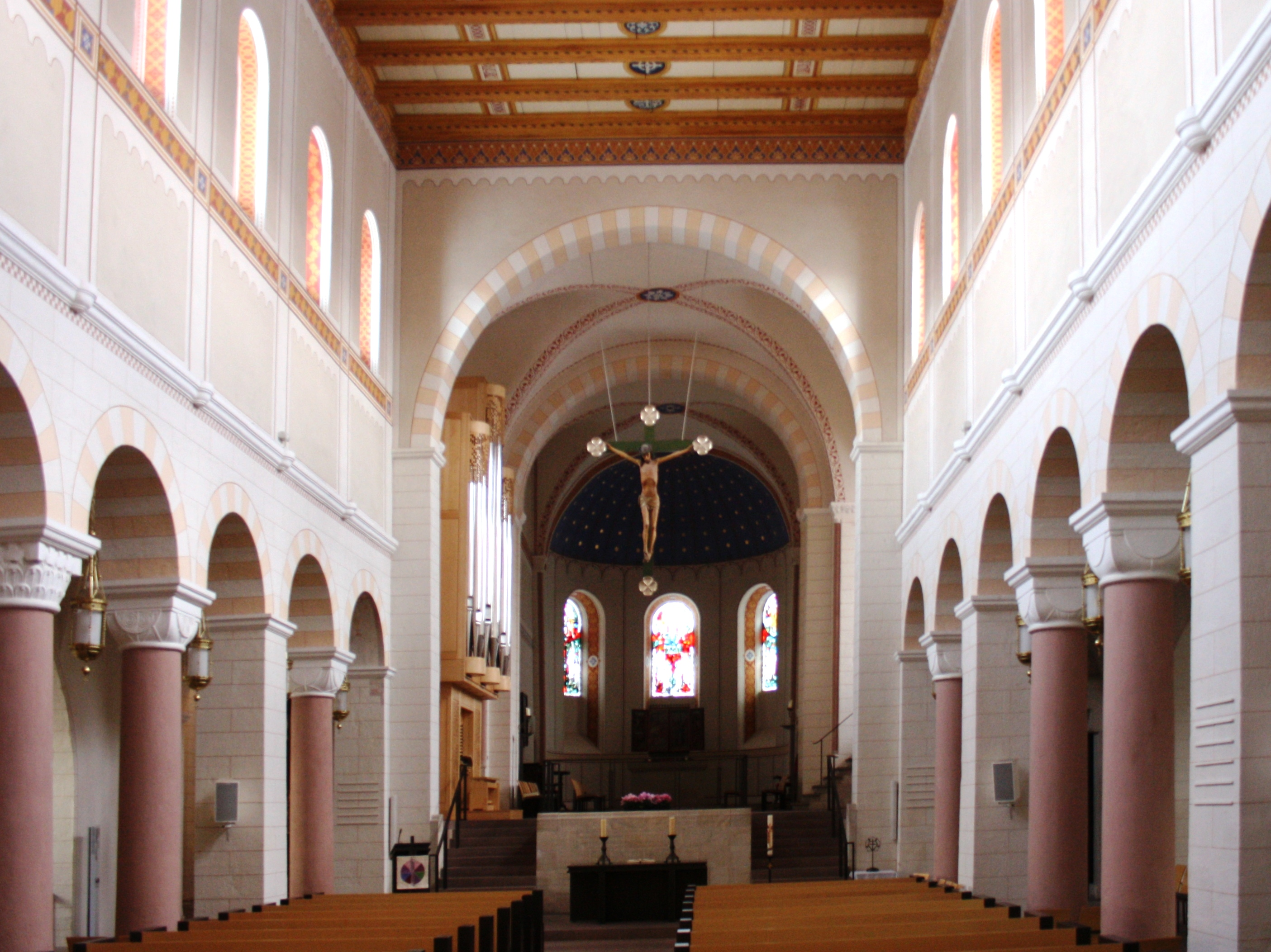
Ostseite mit Chor
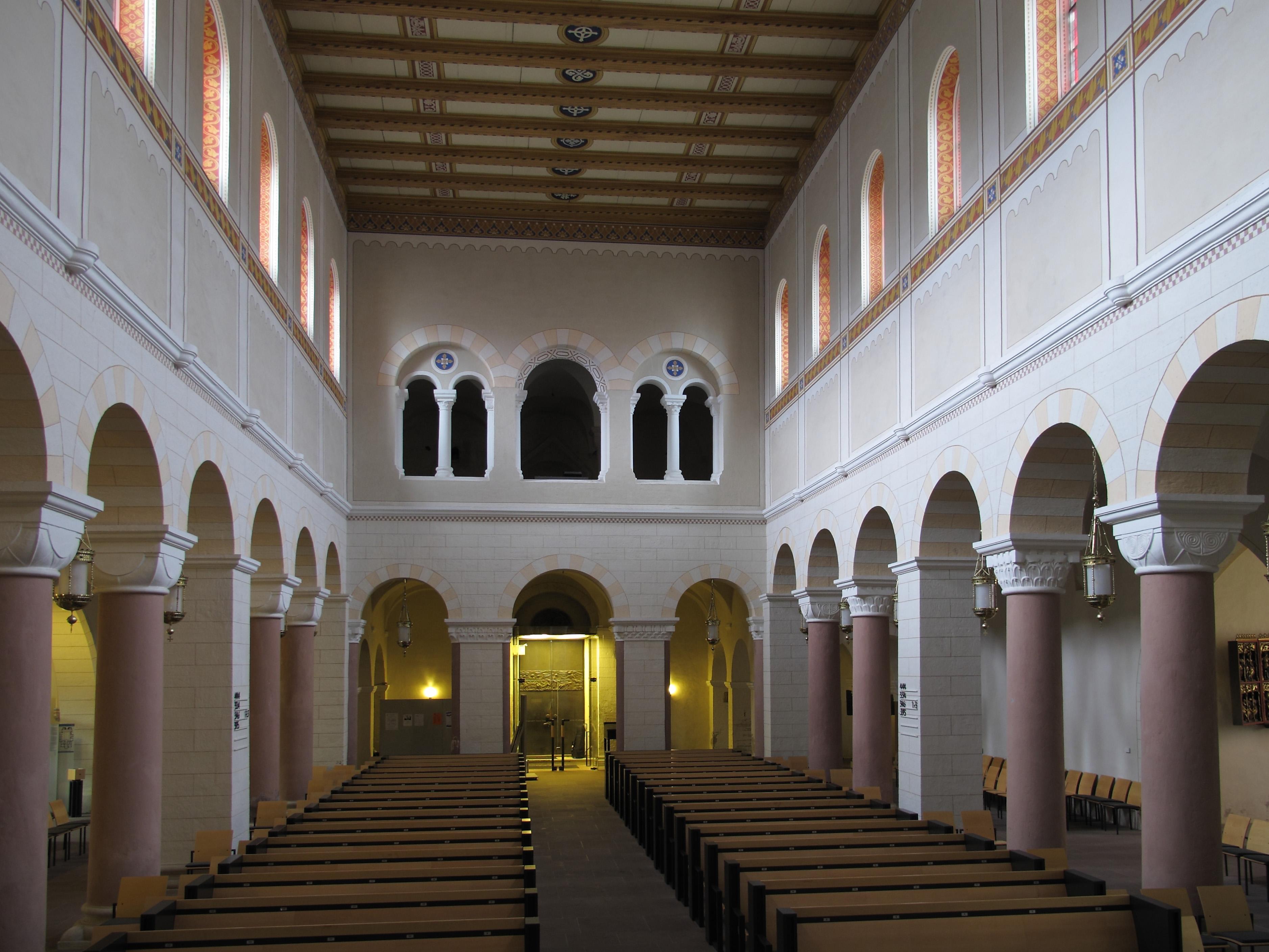
Westseite
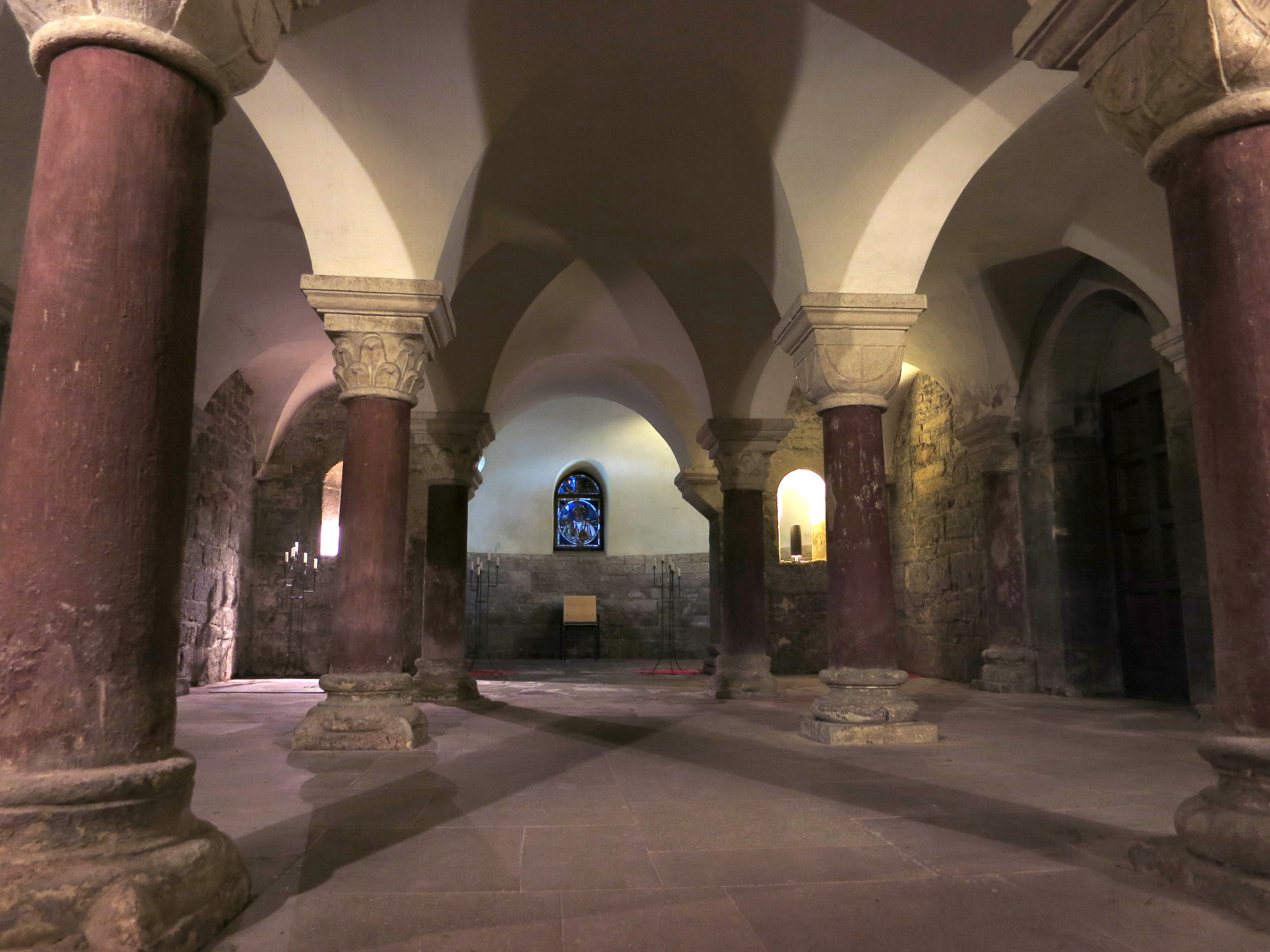
Krypta
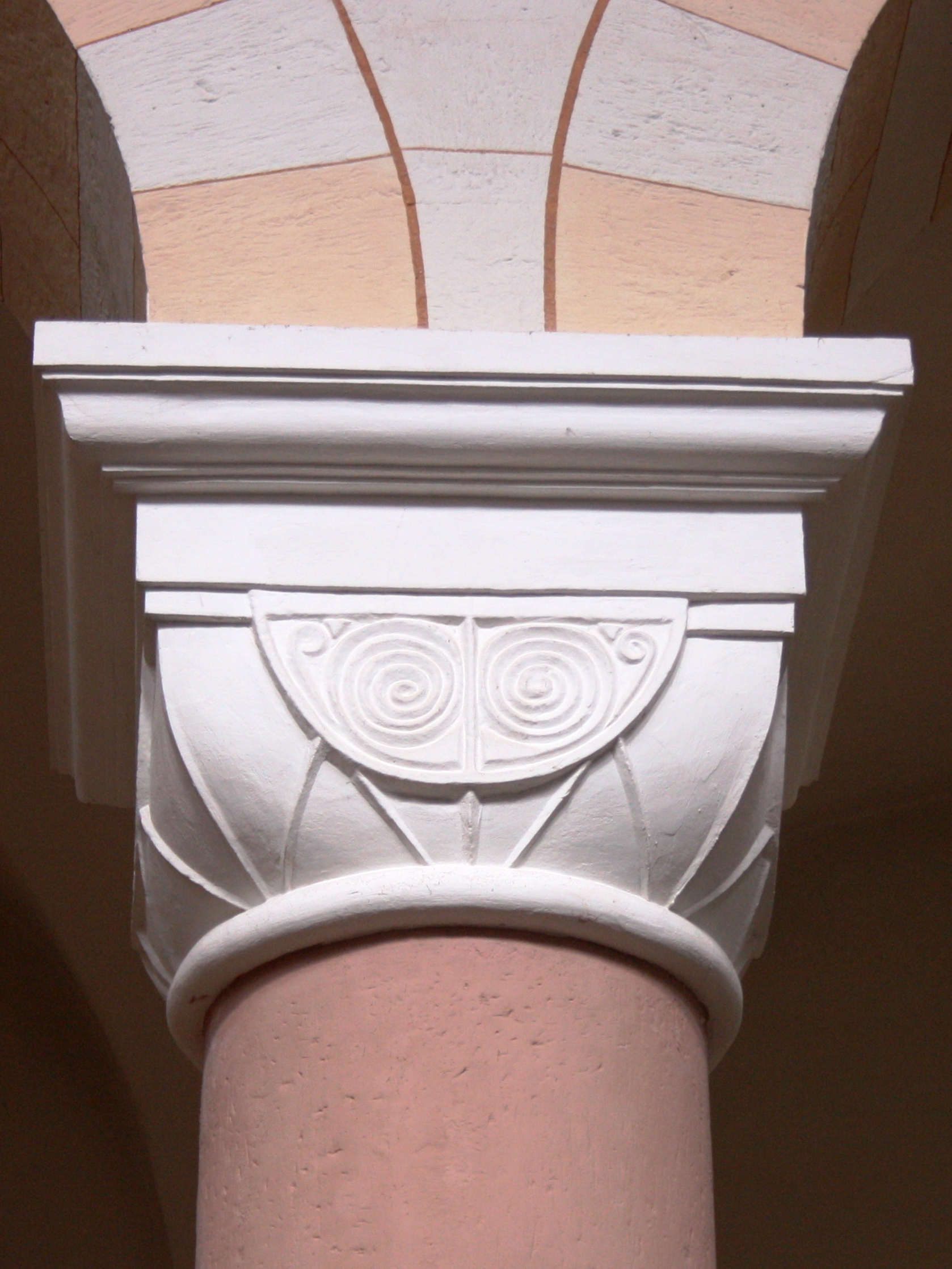
Kapitell im Langhaus

### Reliquien der Päpste Anastasius I. und Innozenz I.

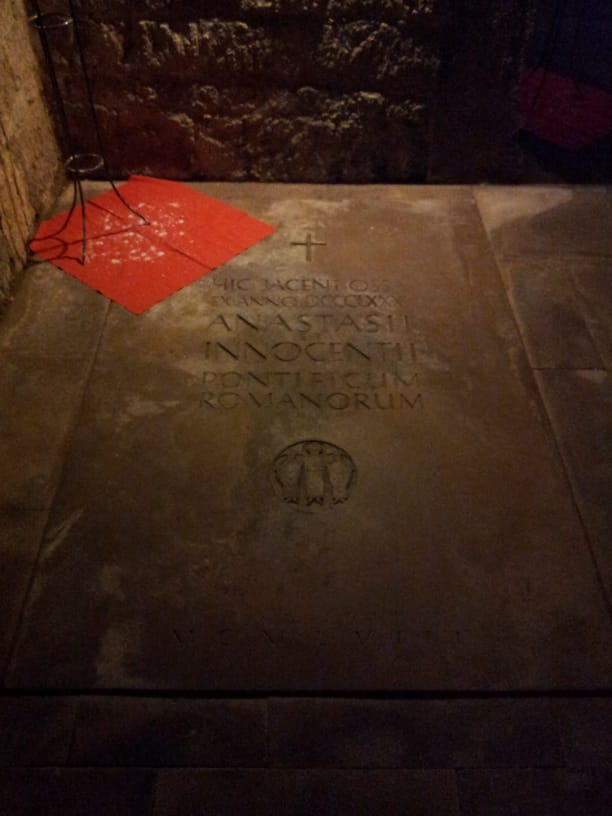
Grabplatte in der Stiftskirche Bad Gandersheim

In der Krypta befinden sich ferner die Reliquien zweier römisch-katholischer Päpste. Es handelt sich hierbei um Anastasius I. und Innozenz I., welche um das Jahr 400 Päpste waren.

### Sonstige Nutzung
Der Westbau wird seit 1959 als Kulisse für die Gandersheimer Domfestspiele genutzt. Das Orchester Concerto Gandersheim führt in Anlehnung an die Tradition der Gandersheimer Dommusiker regelmäßig Konzerte auf. Die Auftritte der Domkantorei erfolgen in Verbindung mit Concerto Gandersheim.

## Ausstattung
Von der ursprünglichen Ausstattung sind am Ort viele Werke nicht mehr erhalten. Vieles wurde in Museen ausgelagert, zum Beispiel auf die Veste Coburg, ins Herzog Anton Ulrich-Museum in Braunschweig oder ins Museum Brunshausen (Bartholomäusaltar). Dennoch sind bedeutende Werke der Gotik und des Barock weiterhin vor Ort. Hinzu kommen Arbeiten aus dem 20. Jahrhundert (Fenster, Taufbecken, Bronzetür).

### Gotische Altäre
- Der Dreikönigsaltar steht als Hauptaltar im Chor, es handelt sich hierbei um einen geschnitzten Altar mit einklappbaren Flügeln. Aufgeklappt zeigt er im Schrein die Anbetung der Heiligen Drei Könige, auf den Flügeln werden die Figuren der zwölf Apostel gezeigt. Die Flügel sind auf der Rückseite bemalt, die Malerei stammt aus dem Umkreis des Hans Mark Treue und wurde in der Zeit um 1480 angefertigt.[16]
- Der geschnitzte Marienaltar von 1521 steht in der Antoniuskapelle, er stammt aus dem ehemaligen Marienkloster. Im Schrein sieht man Maria vor einer Strahlenmandorla im Rosenkranz, dazu Medaillons der Hände und Füße Christi. Flankiert ist die Figur vom heiligen Mauritius und Johannes dem Täufer, sowie von den Heiligen Georg und Petrus. In den Flügeln stehen Figuren der zwölf Apostel.
- Vor der Renovierung stand der spätgotische Bartholomäusaltar in der Vierung. Er befindet sich jetzt im Museum Brunshausen. Es handelt sich um eine Schnitzarbeit aus Eichenholz (Schrein) und Lindenholz (Figuren).  Das um 1520 entstandene Werk[17] zeigt in der Mitte die Figur des heiligen Bartholomäus, umgeben von vier weiblichen Heiligen: Barbara mit einem Hostienkelch und dem Turm, Margareta von Antiochia auf dem Drachen, Katharina mit einem kleinen Rad und Dorothea mit einem Blumenkörbchen.
Auf den Flügeln sind Anna selbdritt (links) sowie der Apostel Matthias (rechts) dargestellt, auf der Rückseite Petrus und Paulus.

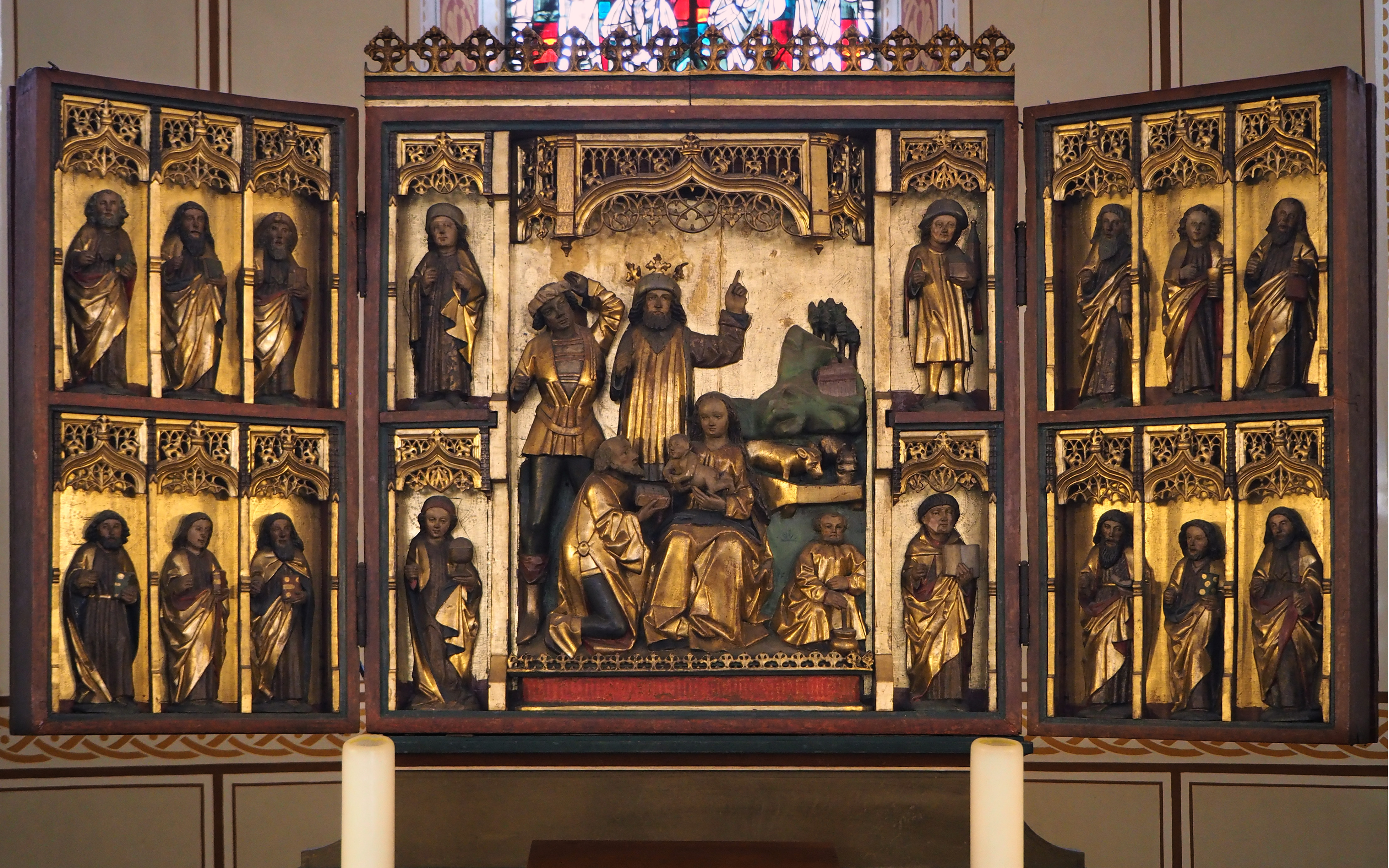
Dreikönigsaltar von 1480/90
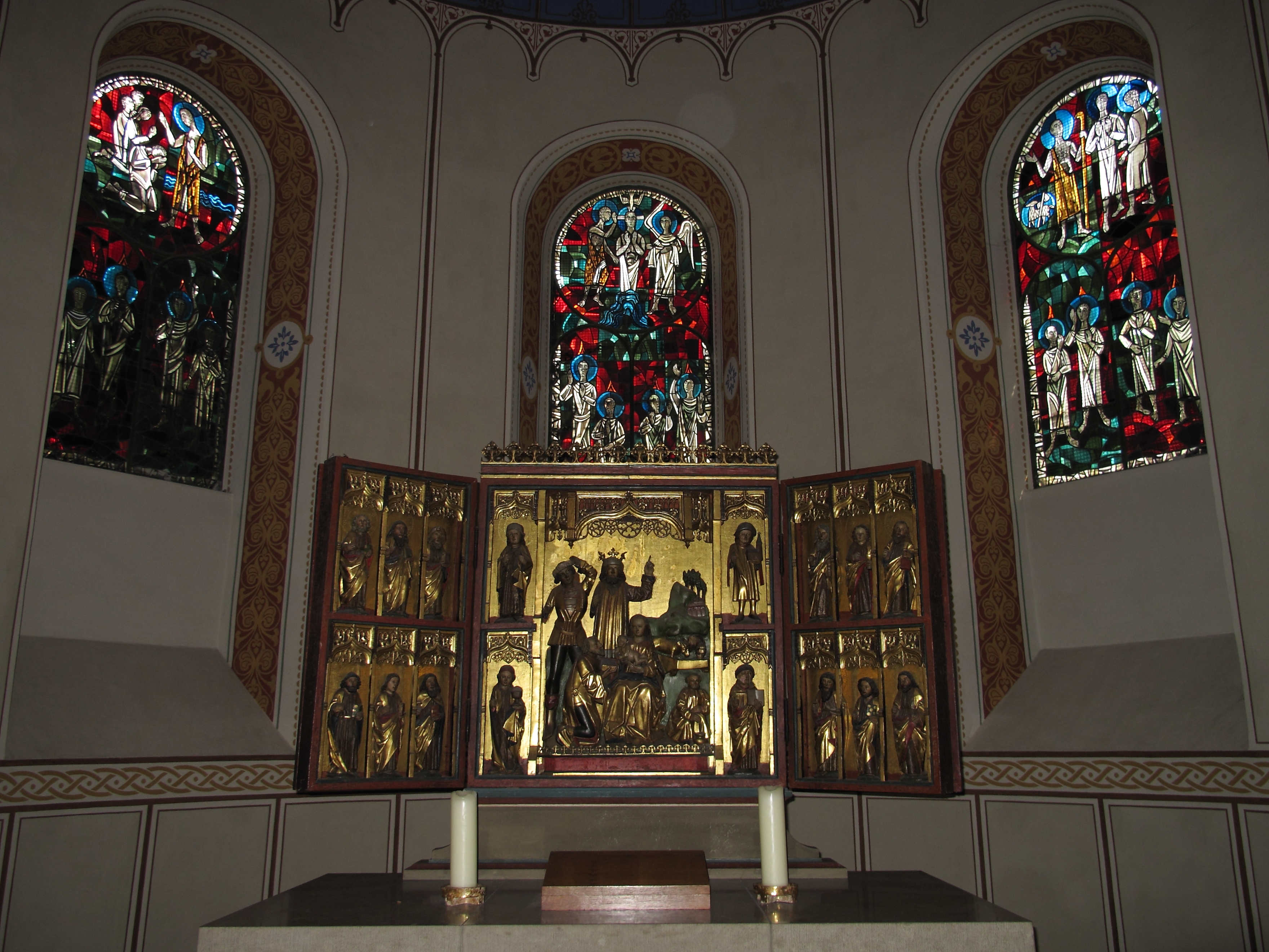
Dreikönigsaltar als Hauptaltar im Chor
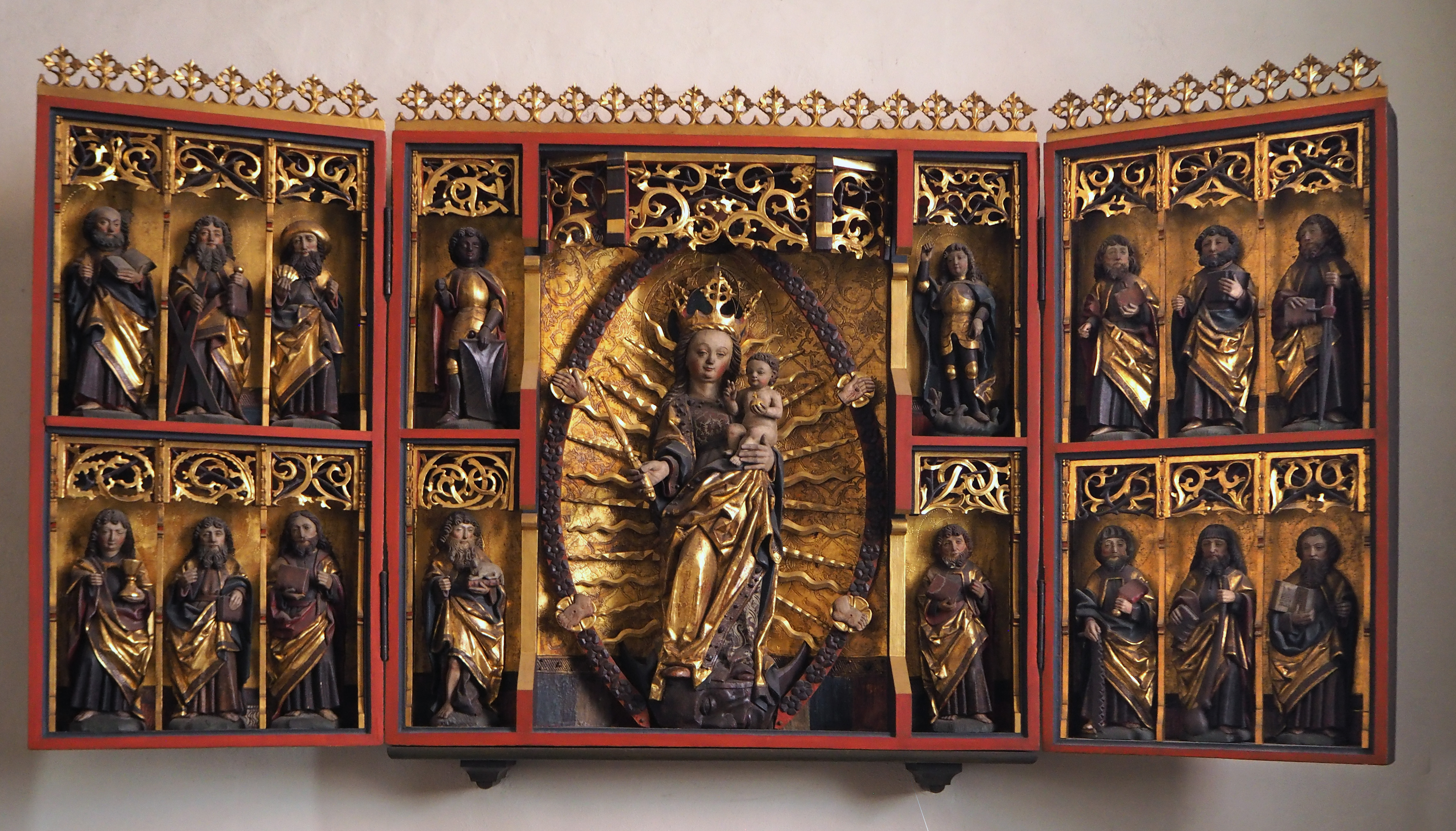
Marienaltar von 1521 in der Antoniuskapelle
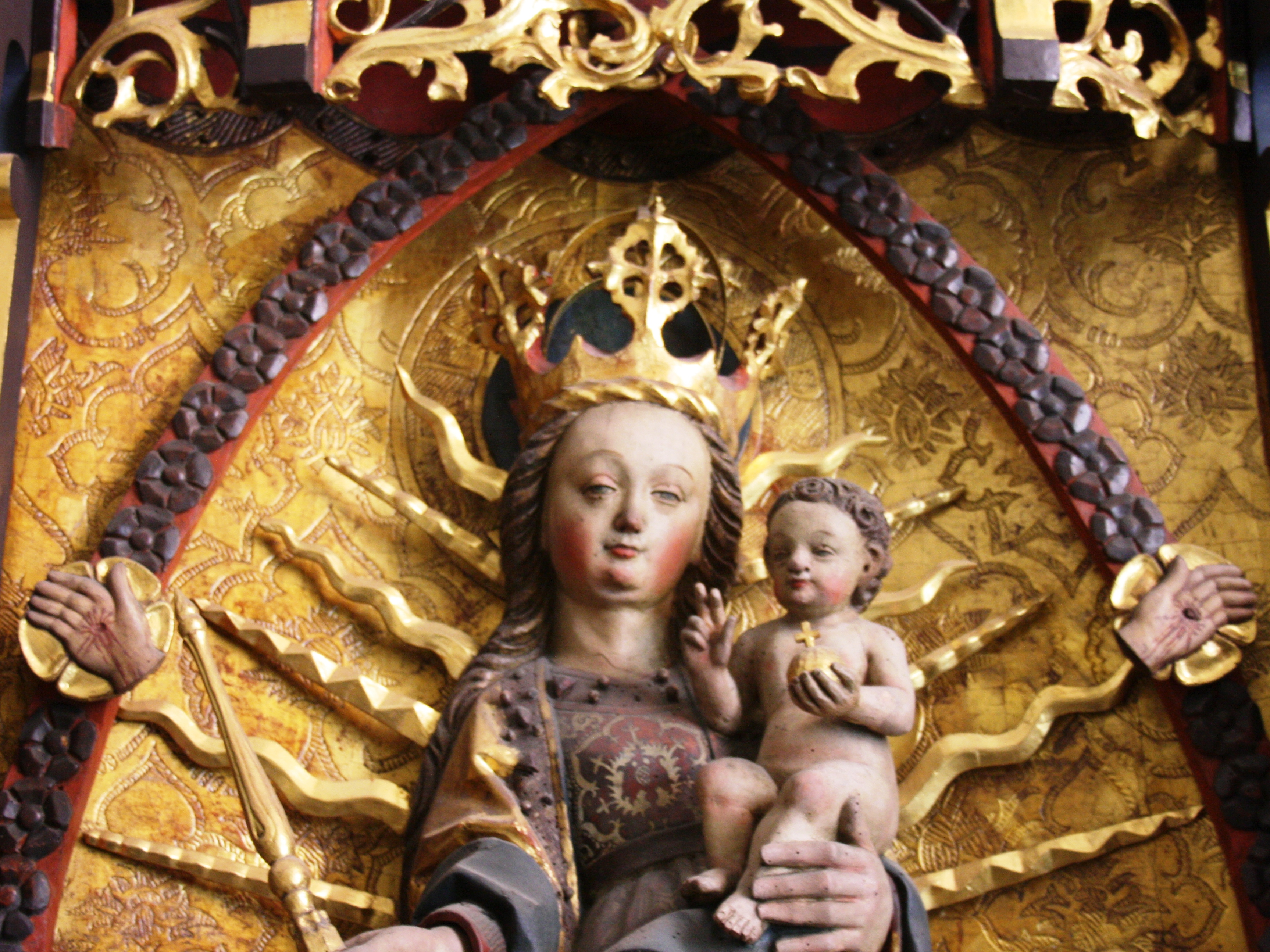
Marienaltar – Detail
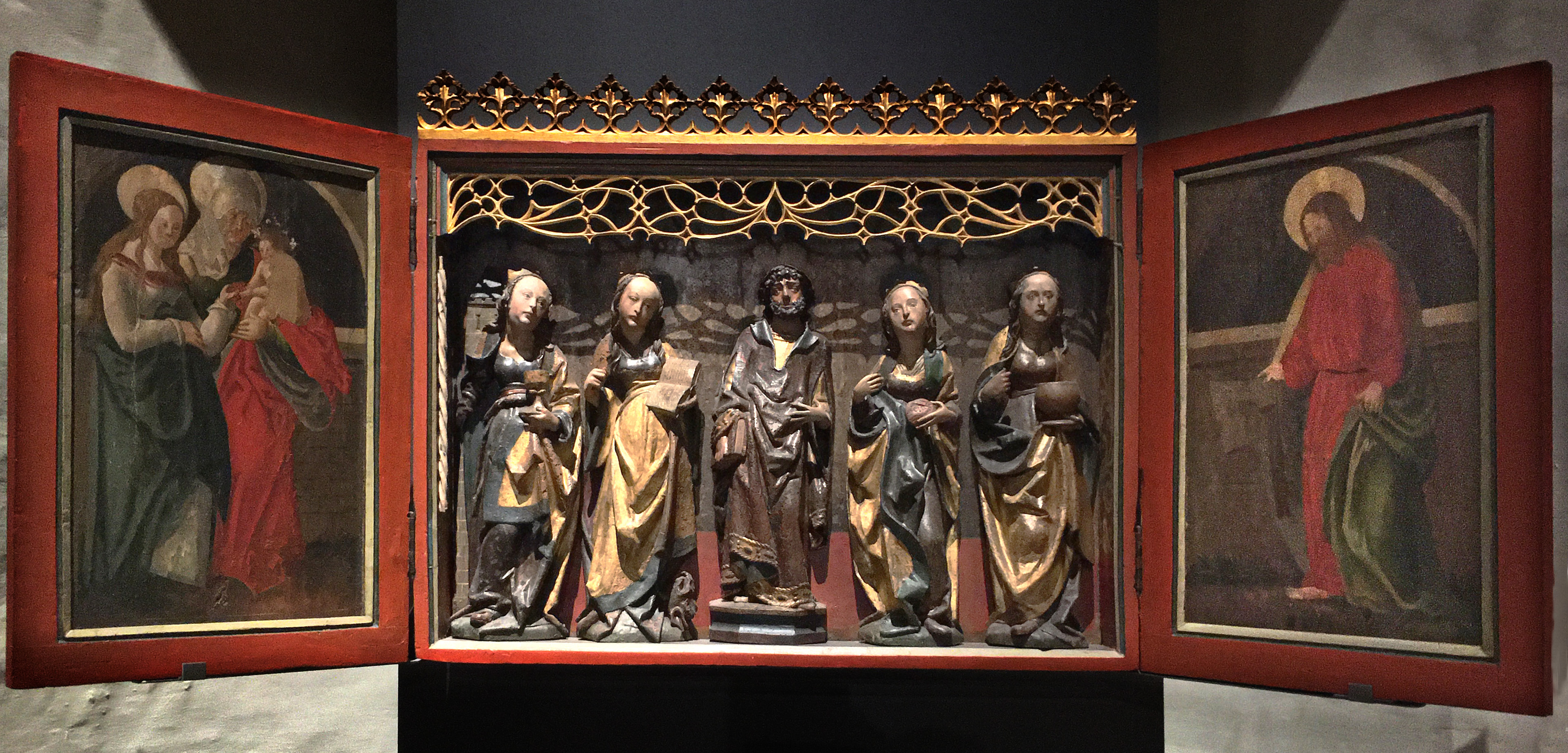
Bartholomäusaltar von 1520 (Museum Brunshausen)
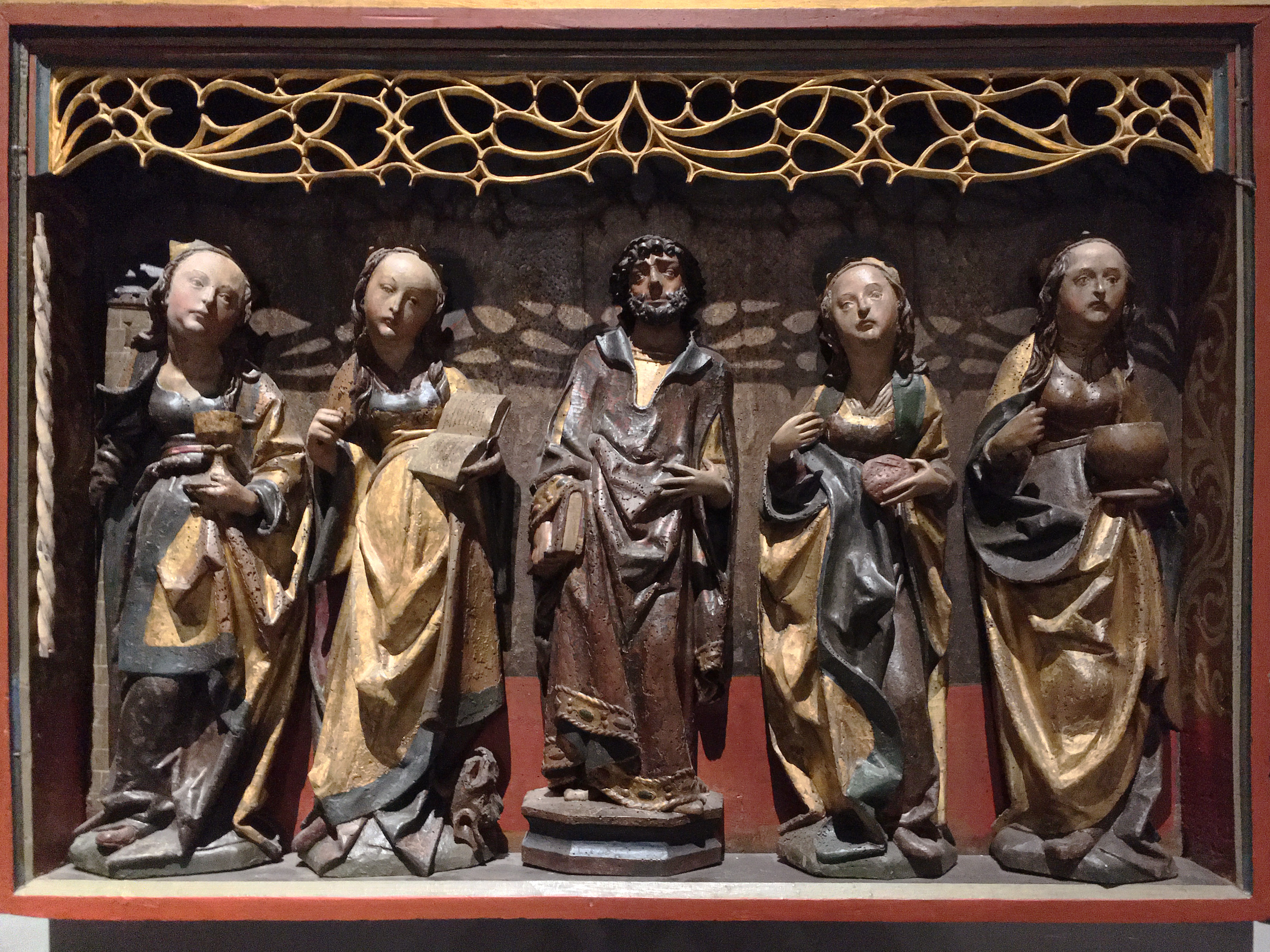
Bartholomäusaltar –  Detail

### Sonstige Ausstattungsgegenstände
- Ein großer fünfarmiger Leuchter steht im Hochchor.[18] Die Bronzearbeit wurde um 1430 gegossen. Am Knauf über dem Sockel sind Wimpergarkaden zu sehen, darunter die Heiligen Anastasius, Innocentius, Livinus, Stephanus, Johannes der Täufer und Maria. Weiteren Figurenschmuck trägt der Leuchter am Schaft, unter dem mittleren Kerzenteller und an den Füßen.
- Der an der Südseite des Chores steht ein Zweisitz, der aus der Mitte des 15. Jahrhunderts stammt. Er ist mit Blendmaßwerk an den Wangen und Relieffiguren seitlich der Sitze verziert.

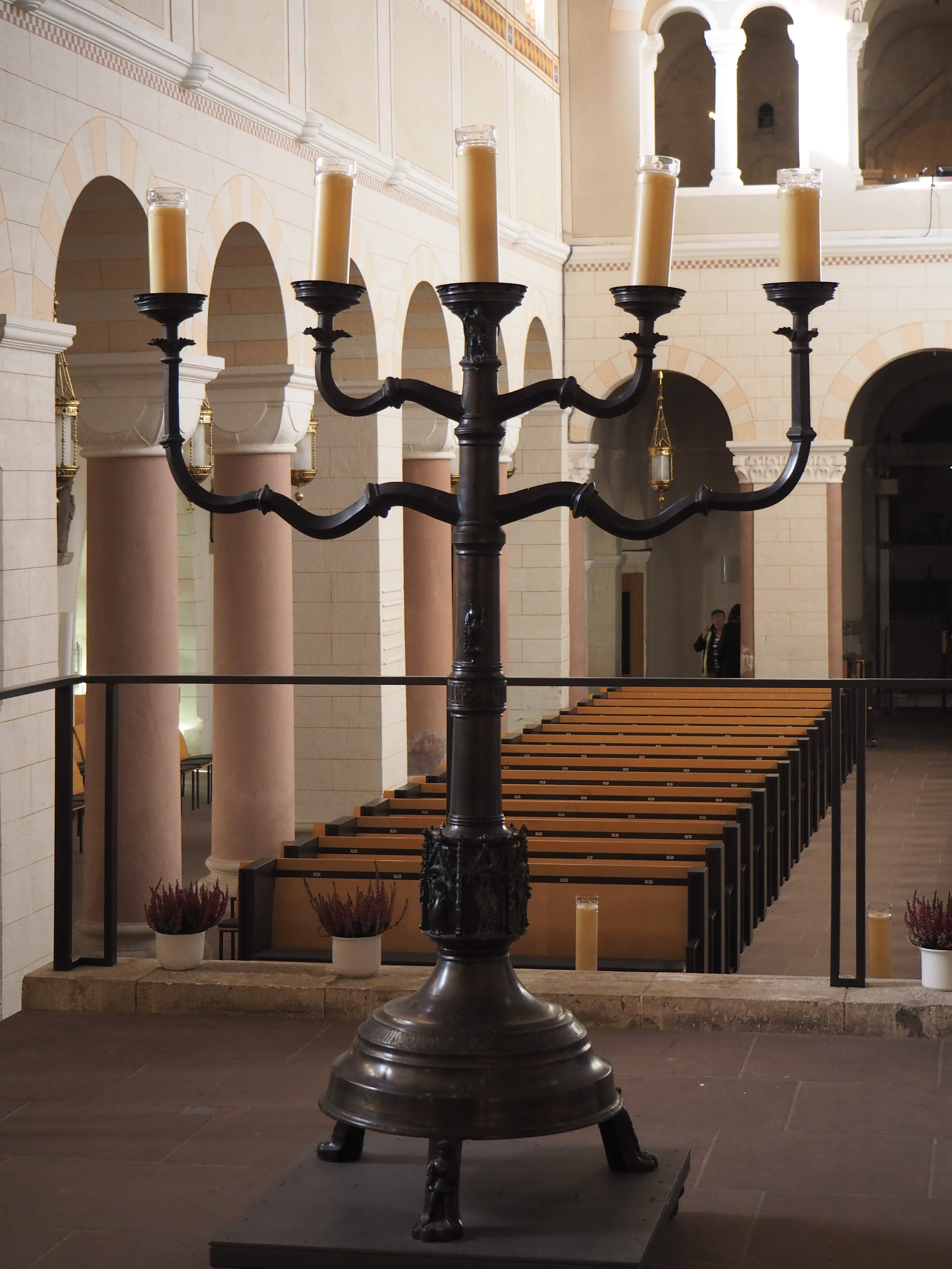
Bronzeleuchter von 1430
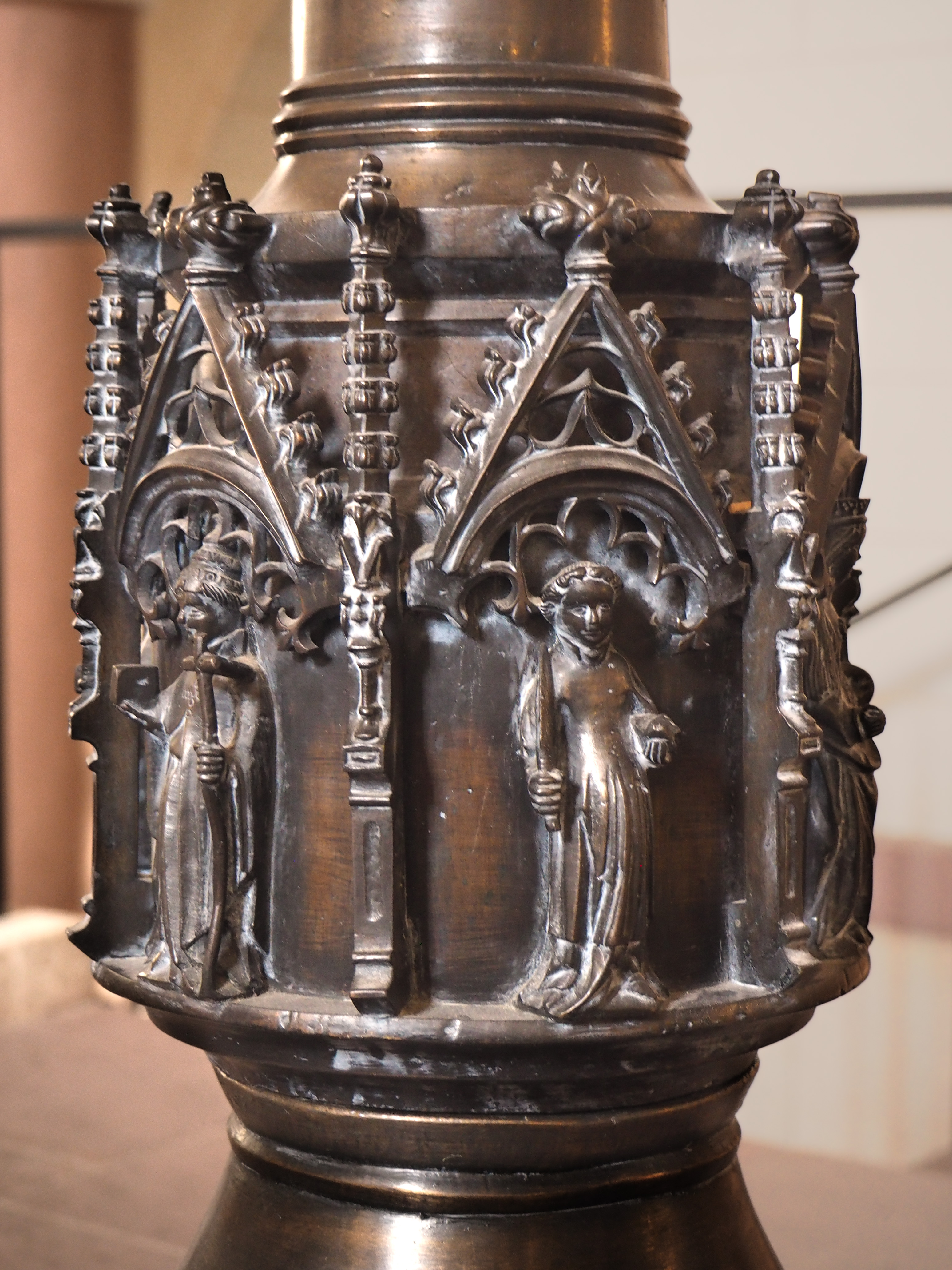
Heiligenfiguren am Knauf
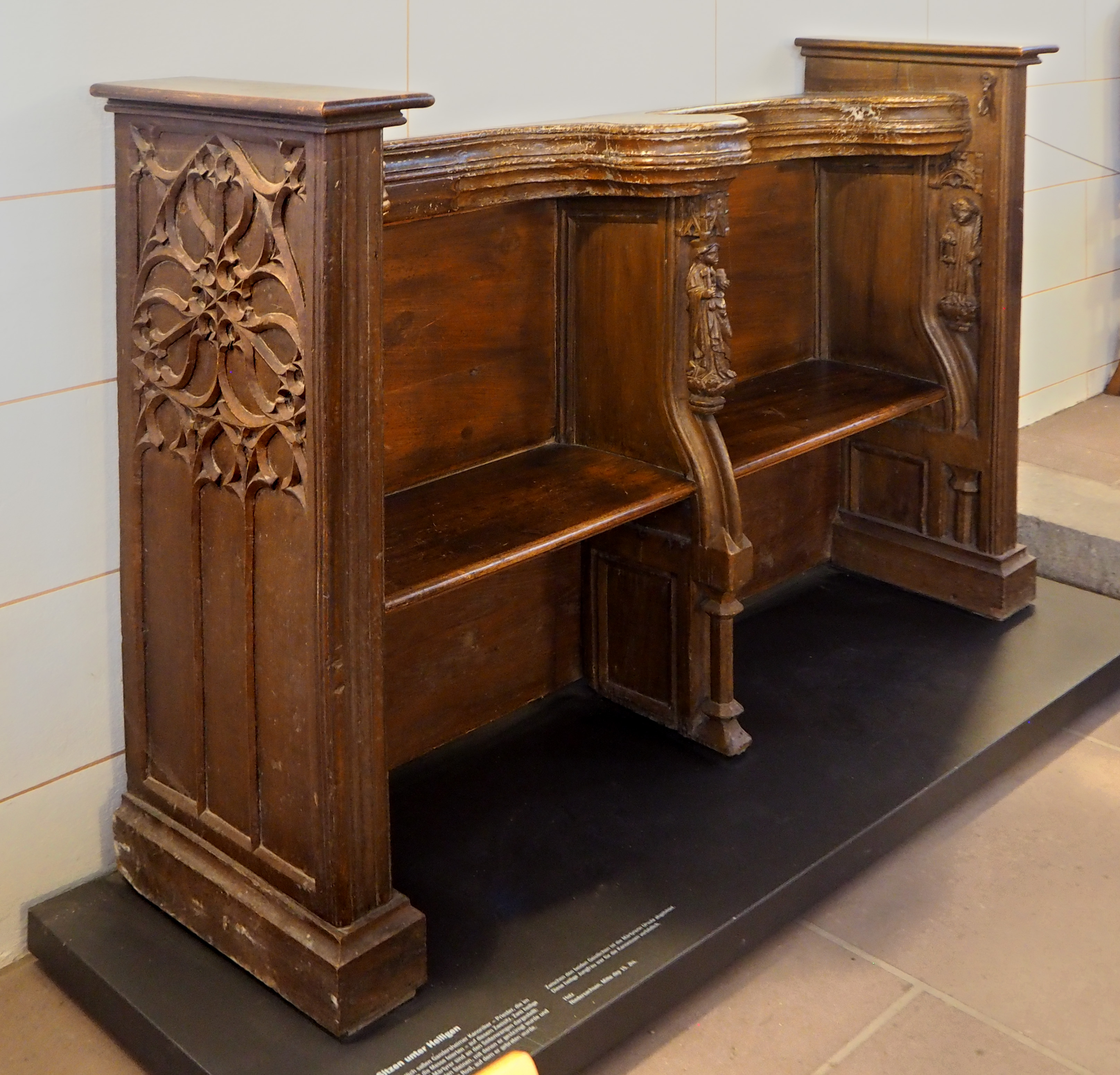
Zweisitz aus der Mitte des 15. Jahrhunderts
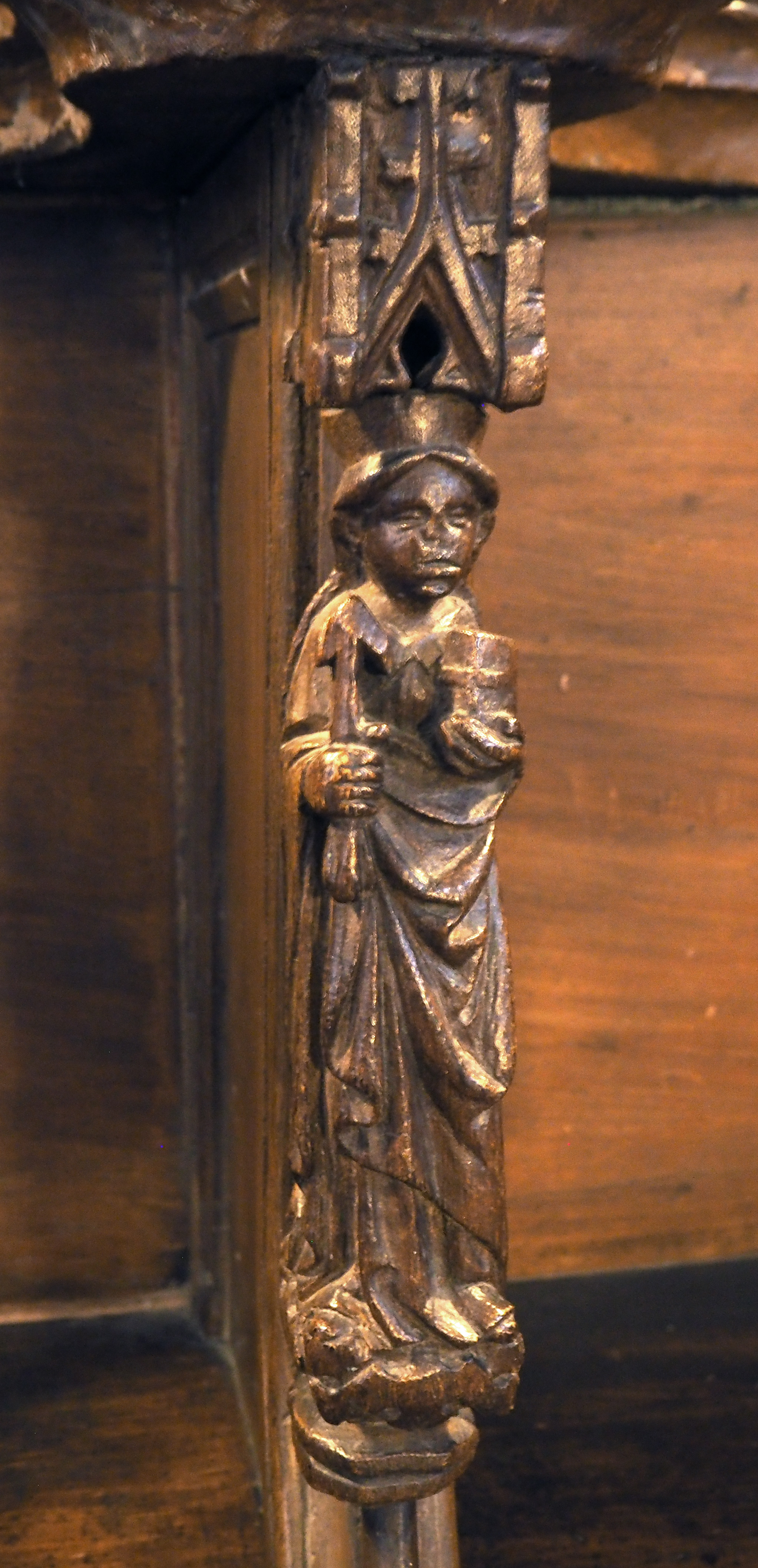
Schnitzarbeit am Zweisitz

- Der prunkvolle Marmorsarkophag der Äbtissin Elisabeth Ernestine Antonie von Sachsen-Meiningen steht in der Andreaskapelle. Der Sarg selbst ist aus dunklem, Ornamente und Figurenschmuck sind aus weißem Marmor gefertigt. Das bedeutende Grabmal wurde 1748 von Johann Kaspar Käse geschaffen.[19] Für Angehörige des Hofstaates der Fürstäbtissin befinden sich vier Wanddenkmäler in der Kirche.
- In der Marienkapelle steht ein Wandgrabmal aus Holz für die Äbtissinnen Christine († 1683) und Marie Elisabeth († 1713). Der altarartige Aufbau zeigt die auf Kupfer gemalten Halbfigurenporträts der Äbtissinnen, flankiert von großen geschnitzten Engelfiguren. Ähnliche Holzdenkmäler sind in der Klosterkirche in Doberan ausgestellt.[20]
- Bemerkenswert ist die überlebensgroße Stifterfigur des Liudolf vom Ende des 13. Jahrhunderts. Die aus Eichenholz gefertigte Arbeit zeigt den Herzog mit einem Modell der Kirche in der rechten und einem Schwert in der linken Hand. Die Figur in einem sargähnlichen Schrein (Kenotaph) ist ein Denkmal, kein Grabmal.
- Im Seitenschiff stehen sechs Stuckfiguren aus der Zeit um 1150.
- Das Triumphkreuz ist eine Arbeit aus der Zeit um 1500, es hängt vom Vierungsbogen herab. Es ist vom Typ des Dreinagelkreuzes mit Kleeblättern an den Kreuzarmenden (Kleeblattkreuz) und gilt als eindrucksvolles Beispiel seiner Art. Zum Kreuz gehörten die Figuren der Muttergottes und des Johannes, beide werden derzeit in der Sammlung im Westwerk ausgestellt.
- Das Steinrelief im Westquerschiff mit der Hand Gottes wurde vermutlich Mitte des 12. Jahrhunderts geschaffen.[21]

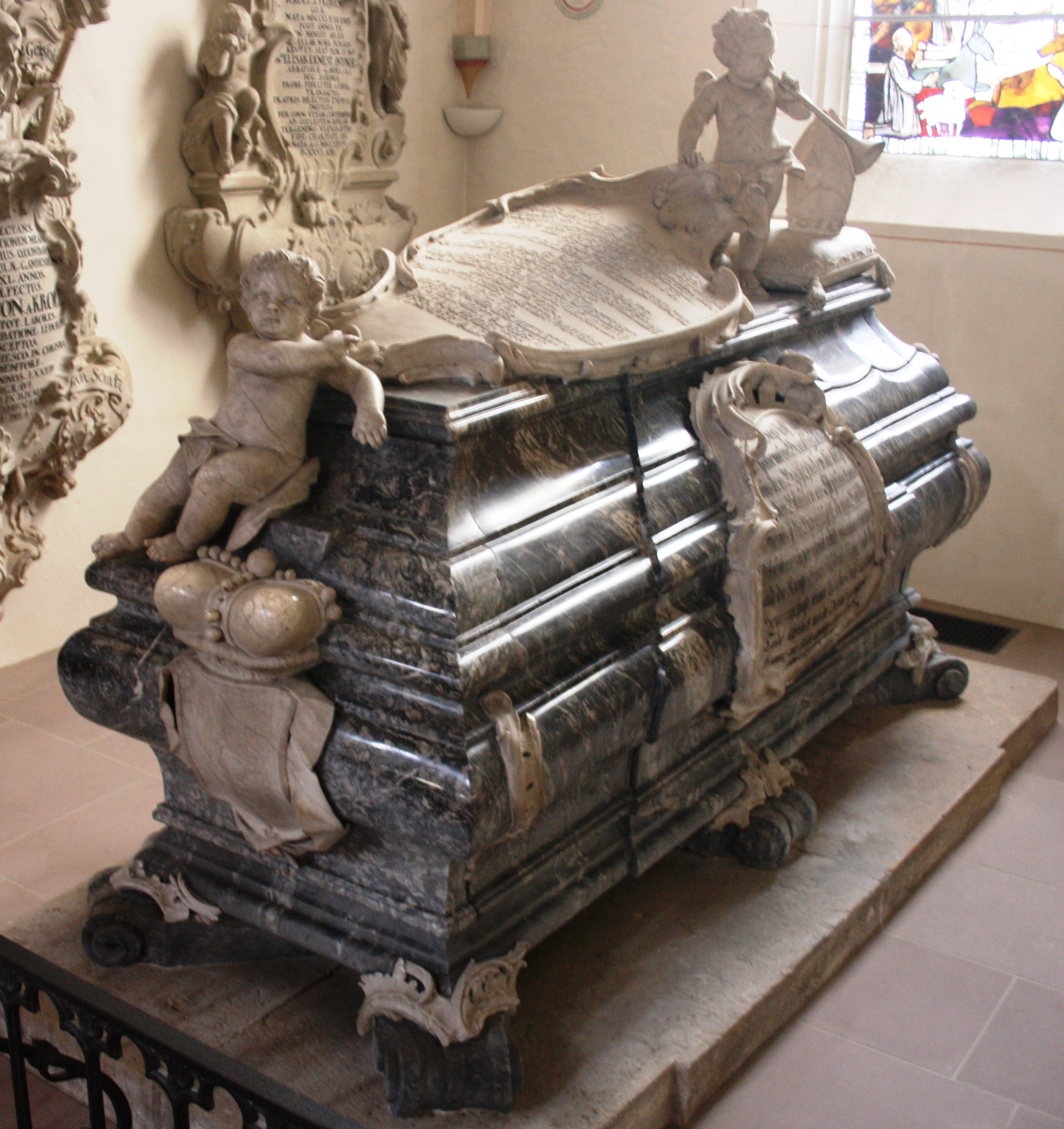
Marmorsarkophag der Äbtissin Elisabeth (1681–1766)
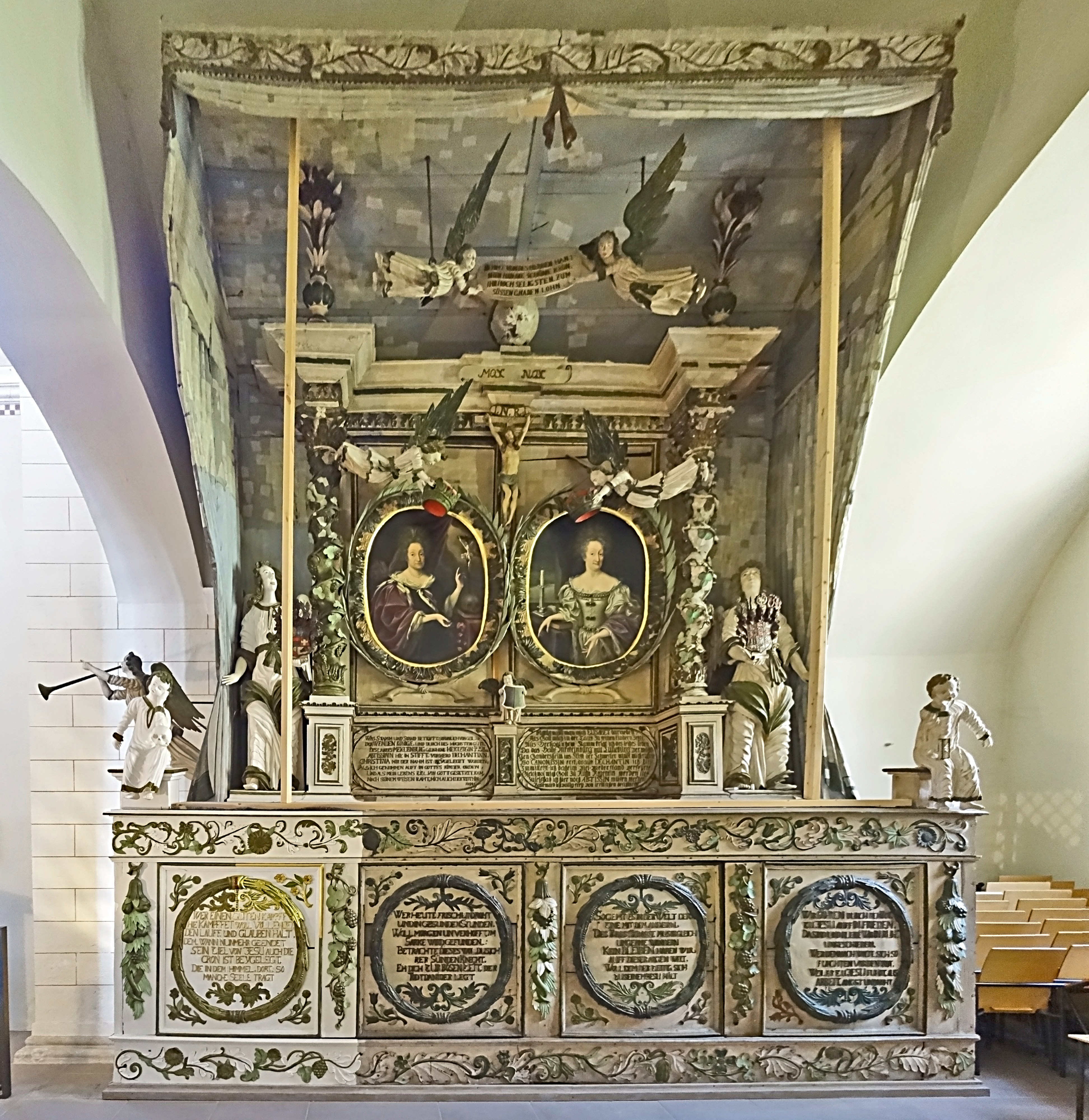
Grabdenkmal für Christina († 1693) u. Maria E. († 1713)
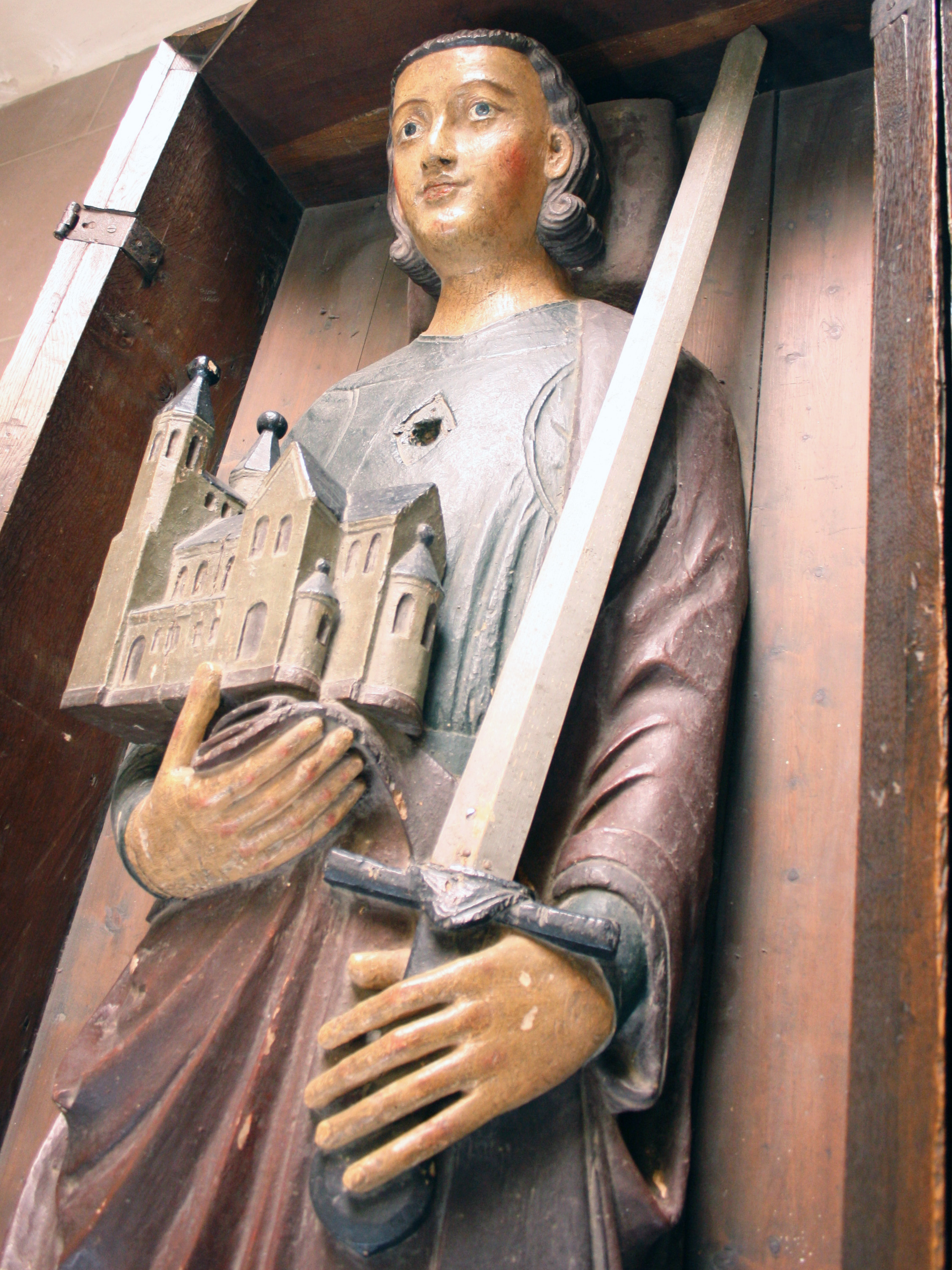
Hölzernes Kenotaph des Stifters Liudolf, spätes 13. Jh.
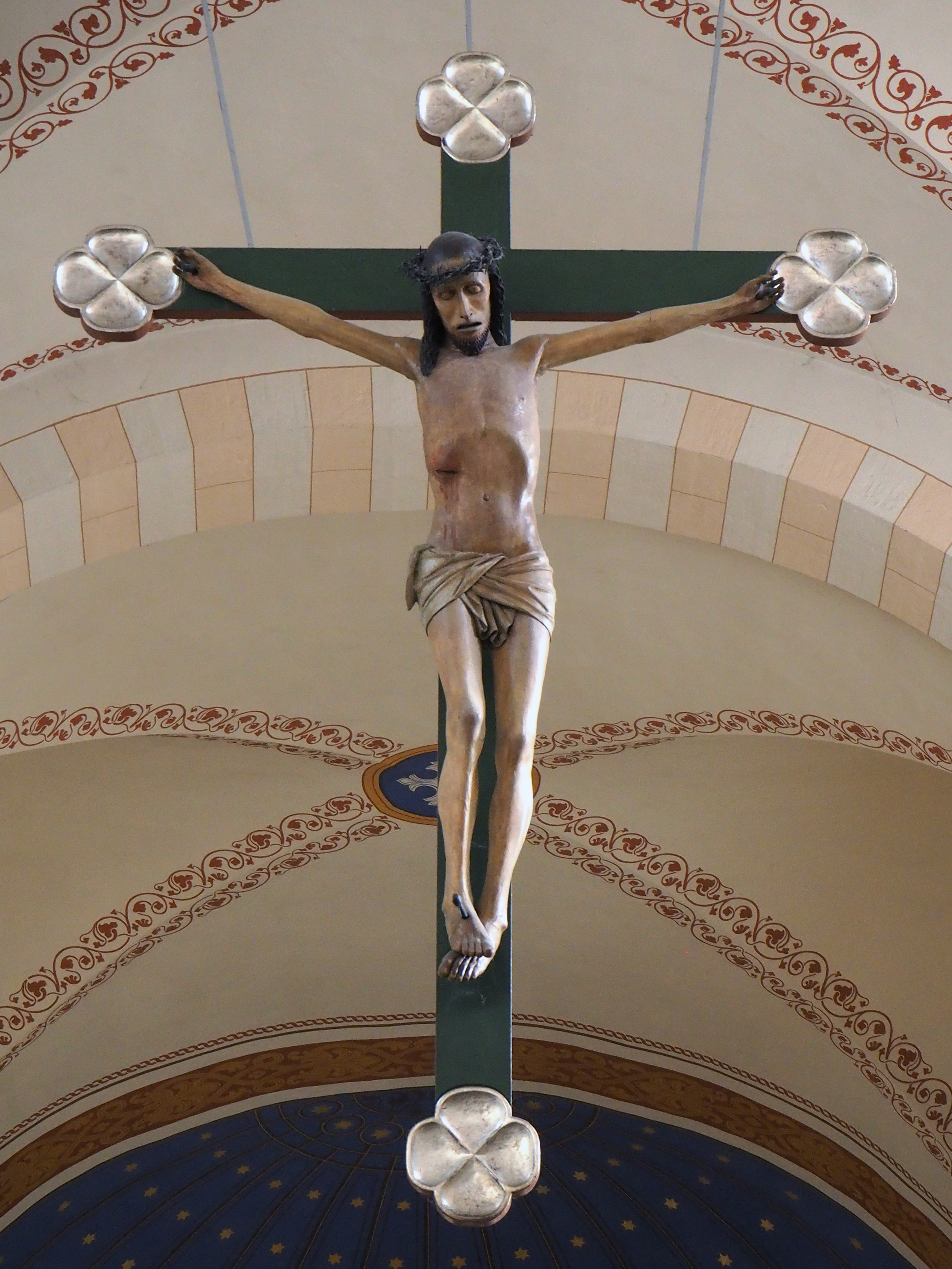
Triumphkreuz von 1500 (Dreinageltyp)
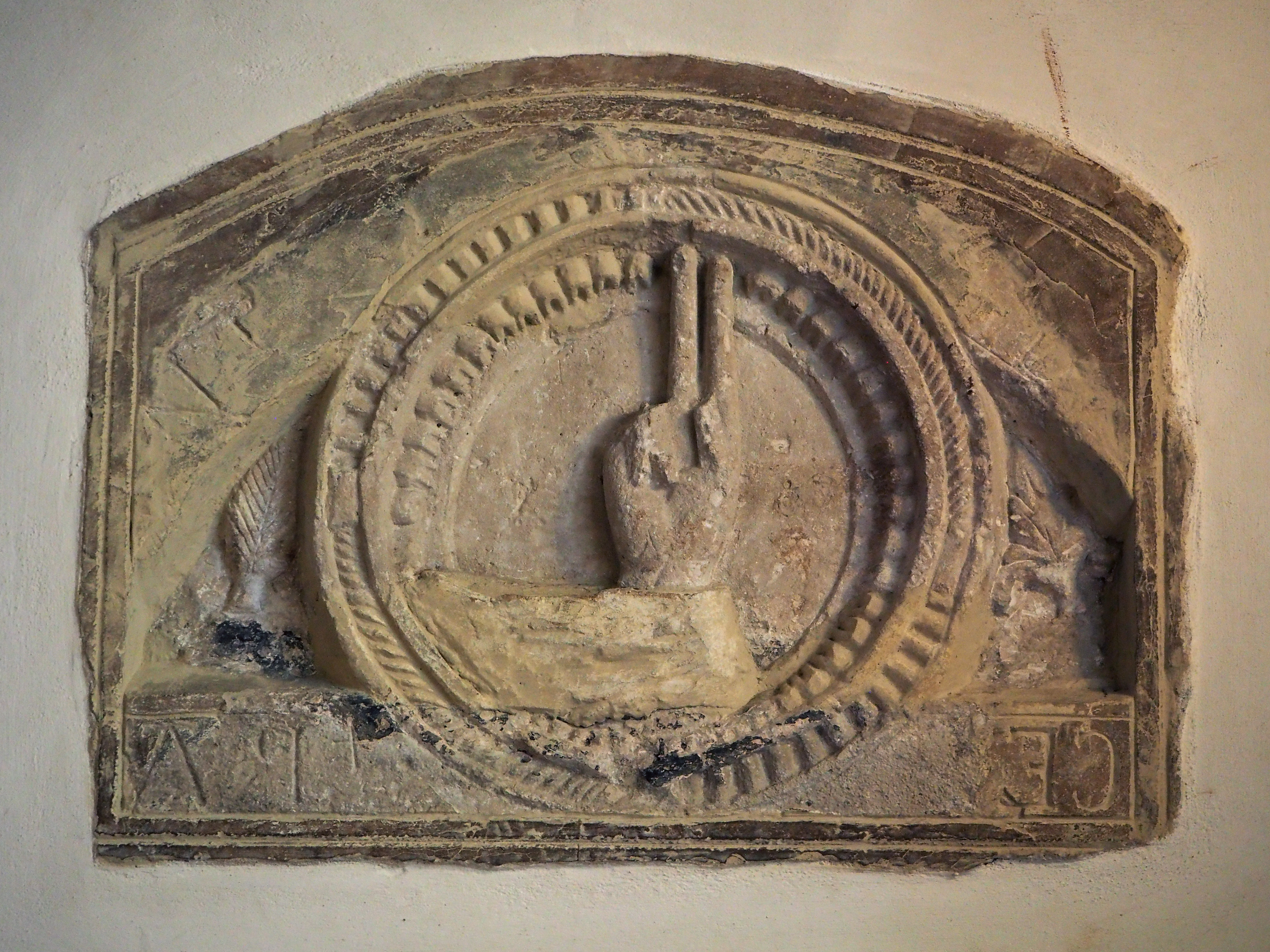
Relief „Hand Gottes“ vermutlich Mitte 12. Jahrhundert

### Neuere Werke
- Das bronzene Taufbecken wurde 1967 von Ursula Wallner-Querner gefertigt. Der Durchzug durch das Rote Meer ist als Relief dargestellt.
- Das Bronzeportal stammt ebenfalls von Ursula Wallner-Querner. Es ist 1971 geschaffen worden und zeigt biblische Szenen.
- Etliche Bleiglasfenster sind Arbeiten von Claus Wallner aus der Zeit von 1959 bis 1979.

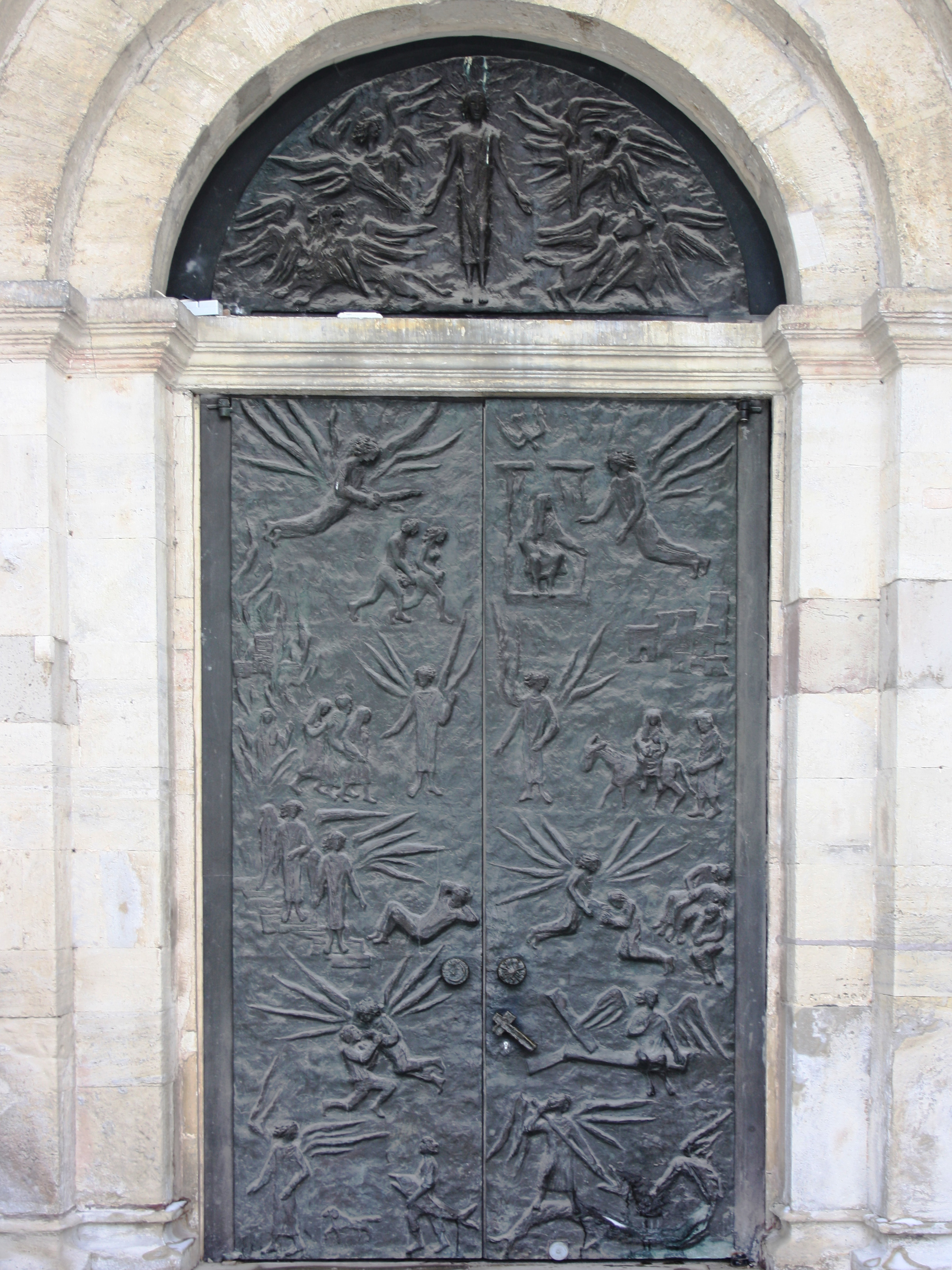
Bronze-Portal von Ursula Wallner-Querner, 1971
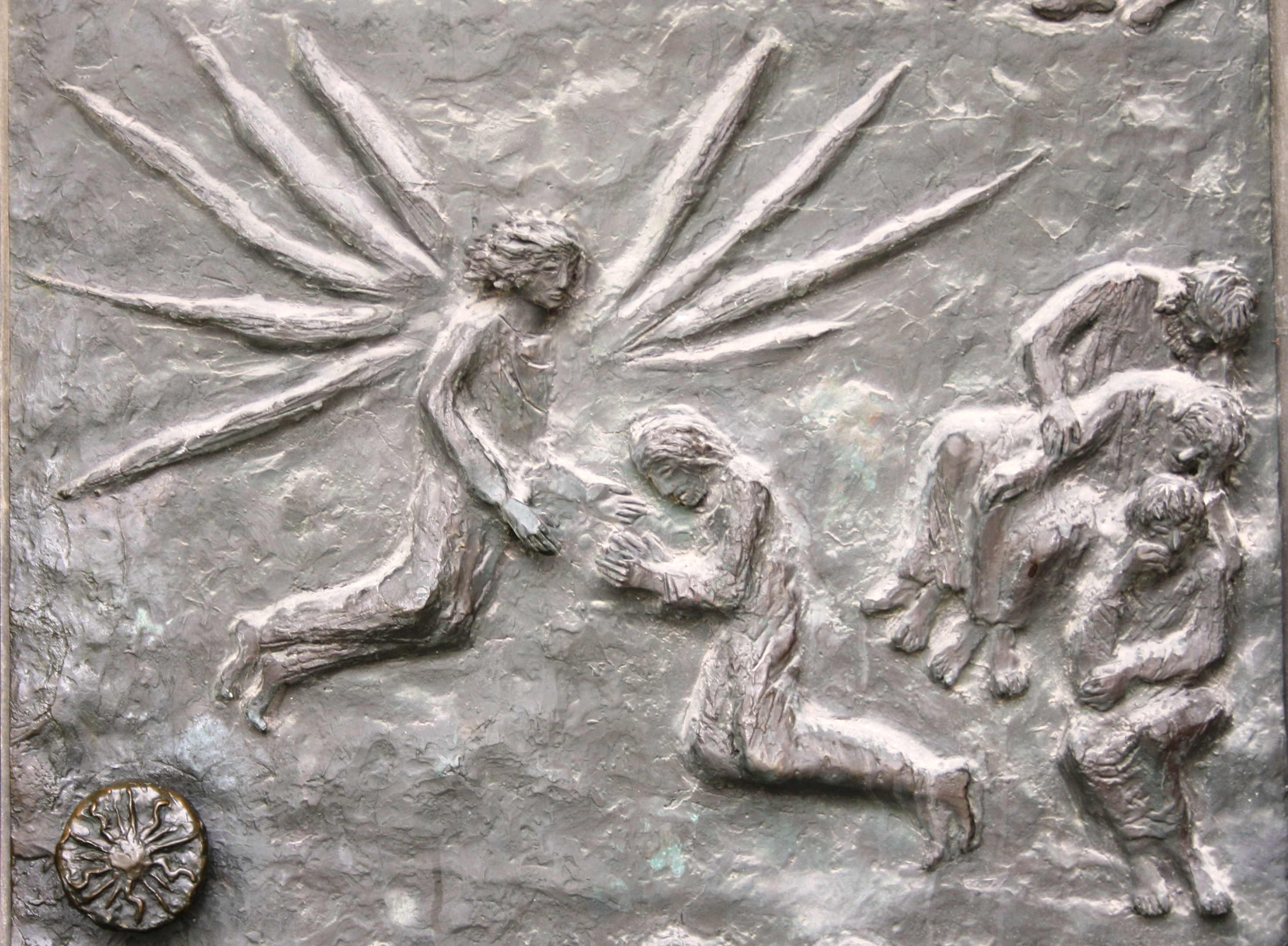
Bronze-Portal (Detail) von Ursula Wallner-Querner, 1971
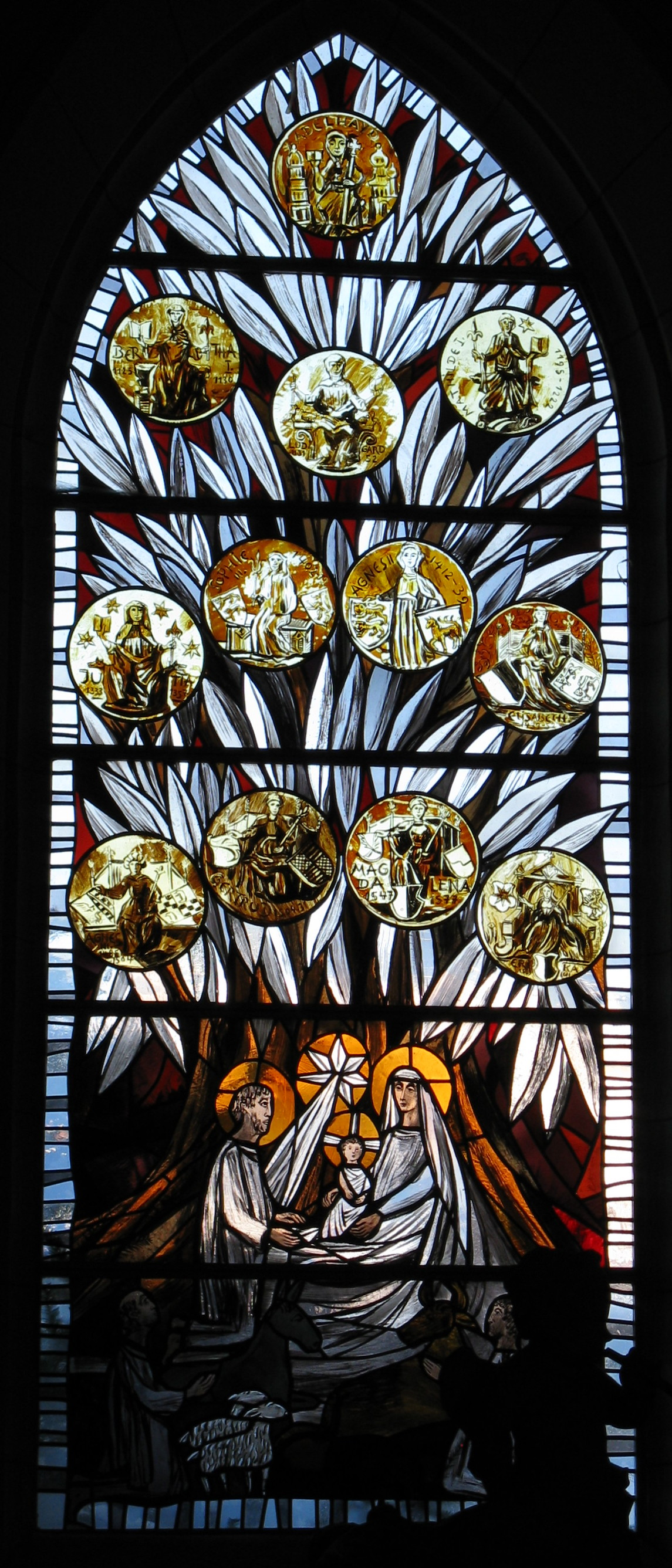
Bleiglas- fenster
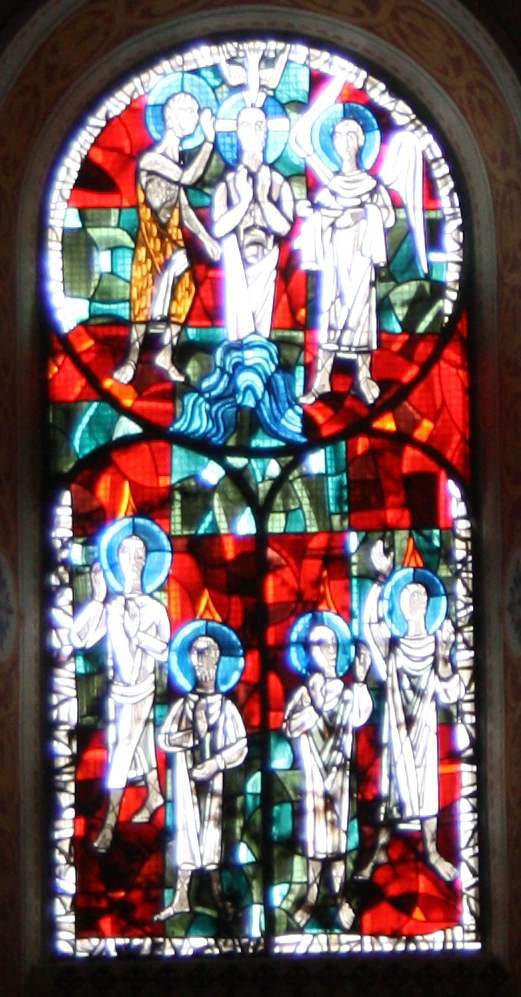
Fenster im Chor

### Orgel
Die Orgel der Stiftskirche wurde von 1998 bis 2000 durch die Orgelbaufirma Manufacture d’Orgues Muhleisen (Eschau, Frankreich) erbaut. Das Schleifladen-Instrument hat 50 Register auf drei Manualwerken und Pedal, darunter sieben Transmissionen (Nr. 44–50) und eine Extension (Nr. 42) im Pedal. Die Spieltrakturen sind mechanisch, die Registertrakturen und Koppeln sind wahlweise mechanisch und elektrisch zu betätigen (Doppelregistratur).

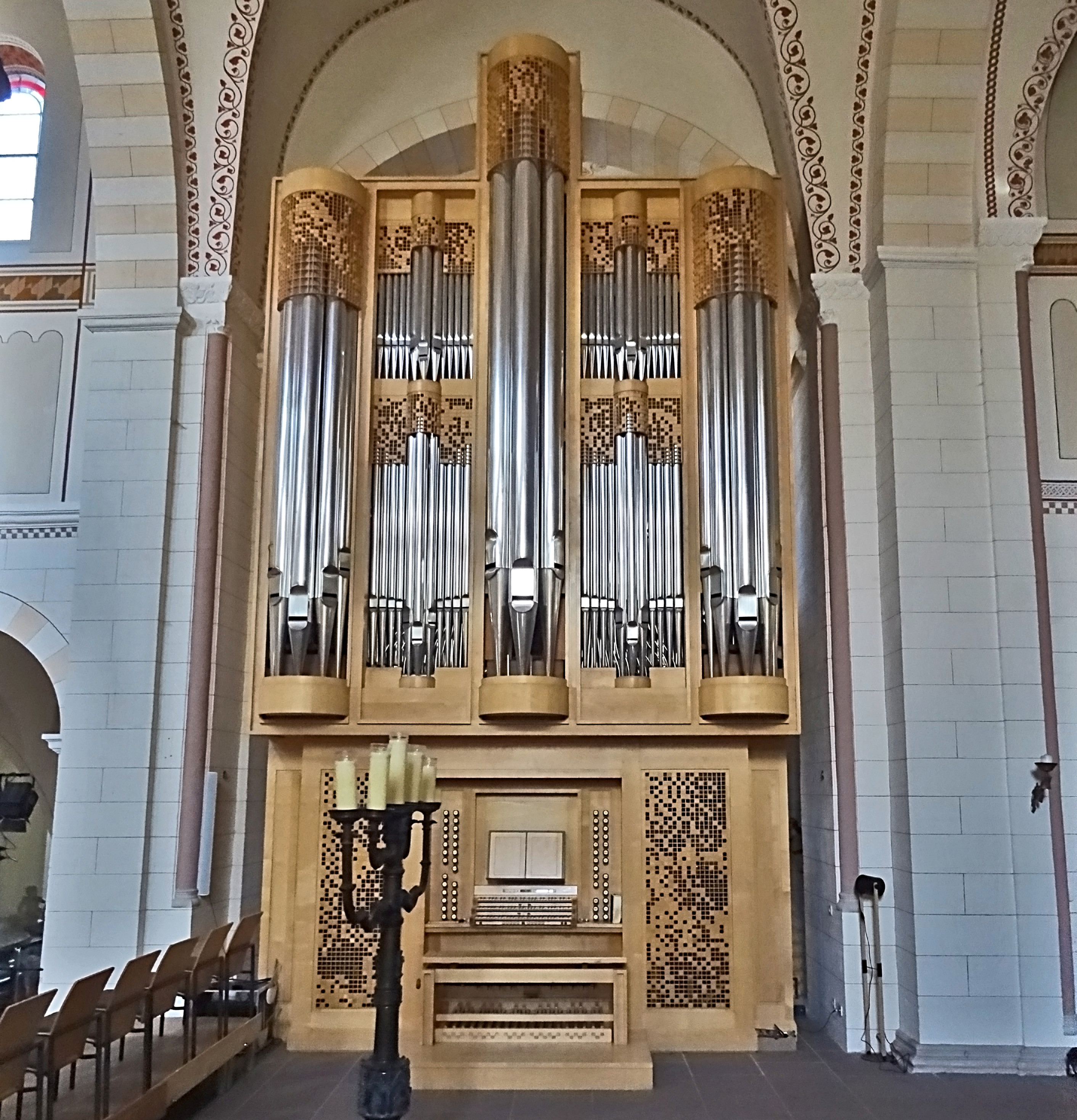
Die Orgel aus dem Jahre 2000

| I Positif C–g3 |              |        |
| 01.            | Principal    | 8′     |
| 02.            | Bourdon      | 8′     |
| 03.            | Octave       | 4′     |
| 04.            | Rohrflöte    | 4′     |
| 05.            | Nazard       | 2 ⁄3′  |
| 06.            | Doublette    | 2′     |
| 07.            | Tierce       | 1 3⁄5′ |
| 08.            | Quinte       | 1 ⁄3′  |
| 09.            | Cymbale IV 0 | 1′     |
| 10.            | Cromorne     | 8′     |
|                | Tremblant    |        |

| II Grand Orgue C–g3 |                 |        |
| 11.                 | Montre          | 16′    |
| 12.                 | Principal       | 08′    |
| 13.                 | Flute en bois   | 08′    |
| 14.                 | Gambe conique 0 | 08′    |
| 15.                 | Octave          | 04′    |
| 16.                 | Flute           | 04′    |
| 17.                 | Quinte          | 02 ⁄3′ |
| 18.                 | Octave          | 02′    |
| 19.                 | Fourniture IV   | 02′    |
| 20.                 | Cymbale IV      | 01 ⁄3′ |
| 21.                 | Cornet V        | 08′    |
| 22.                 | Bombarde        | 16′    |
| 23.                 | Trompette       | 08′    |
| 24.                 | Clairon         | 04′    |

| III Recit C–g3 |                    |         |
| 25.            | Bourdon            | 16′     |
| 26.            | Cor de nuit        | 08′     |
| 27.            | Flute harmonique 0 | 08′     |
| 28.            | Gambe              | 08′     |
| 29.            | Voix Celeste       | 08′     |
| 30.            | Principal          | 04′     |
| 31.            | Traverse           | 04′     |
| 32.            | Nazard             | 02 ⁄3′  |
| 33.            | Octavin            | 02′     |
| 34.            | Tierce             | 01 3⁄5′ |
| 35.            | Piccolo            | 01′     |
| 36.            | Plein Jeu IV       | 02′     |
| 37.            | Basson             | 16′     |
| 38.            | Hautbois           | 08′     |
| 39.            | Trompette          | 08′     |
| 40.            | Voix Humaine       | 08′     |
| 41.            | Clairon            | 04′     |
|                | Tremblant          |         |

| Pédale C–g1 |                       |     |
| 42.         | Bourdon (Ext. Nr. 43) | 32′ |
| 43.         | Soubasse              | 16′ |
| 44.         | Flute (= Nr. 11)      | 16′ |
| 45.         | Flute (= Nr. 13)      | 08′ |
| 46.         | Cello (= Nr. 14)      | 08′ |
| 47.         | Octave (= Nr. 15)     | 04′ |
| 48.         | Bombarde (= Nr. 22)   | 16′ |
| 49.         | Trompette (= Nr. 23)  | 08′ |
| 50.         | Clairon (= Nr. 24)    | 04′ |

- Koppeln:

Normalkoppeln: I/II, III/I, III/II, I/P, II/P, III/P
Suboktavkoppeln: III/II
- Spielhilfen: Setzeranlage mit 15000 Kombinationen

### Glocken
Das Geläut der Stiftskirche umfasst acht Glocken. Das Geläut hängt in dem Glockenhaus zwischen den beiden Türmen. Die älteste Glocke mit dem Namen „Nikolaus“ stammt aus dem Jahr 1513, die zweitälteste aus dem Barock. Die weiteren Glocken wurden nach dem Zweiten Weltkrieg angeschafft.
| Nr. | Name | Gussjahr | Gießer                    | Masse (kg) | Nominal | Anmerkungen                                    |
| --- | ---- | -------- | ------------------------- | ---------- | ------- | ---------------------------------------------- |
| 1   |      | 1765     | Weidmann                  | 1950       | cis1    |                                                |
| 2   |      | 1949     | Ulrich&Weule              | 1100       | e1      | Eisenhartgussglocke                            |
| 3   |      | 1949     | Ulrich&Weule              | 800        | fis1    | Eisenhartgussglocke                            |
| 4   |      | 1949     | Ulrich&Weule              | 400        | a1      | Eisenhartgussglocke                            |
| 5   |      | 1513     | H. Mente d.Ä oder d.J     | 120        | e2      |                                                |
| 6   |      | 1967     | F.W.Schilling, Heidelberg | 123        | fis2    | Erklingt nur an Hochfesten und zum Vater-Unser |